# Bad Saulgau

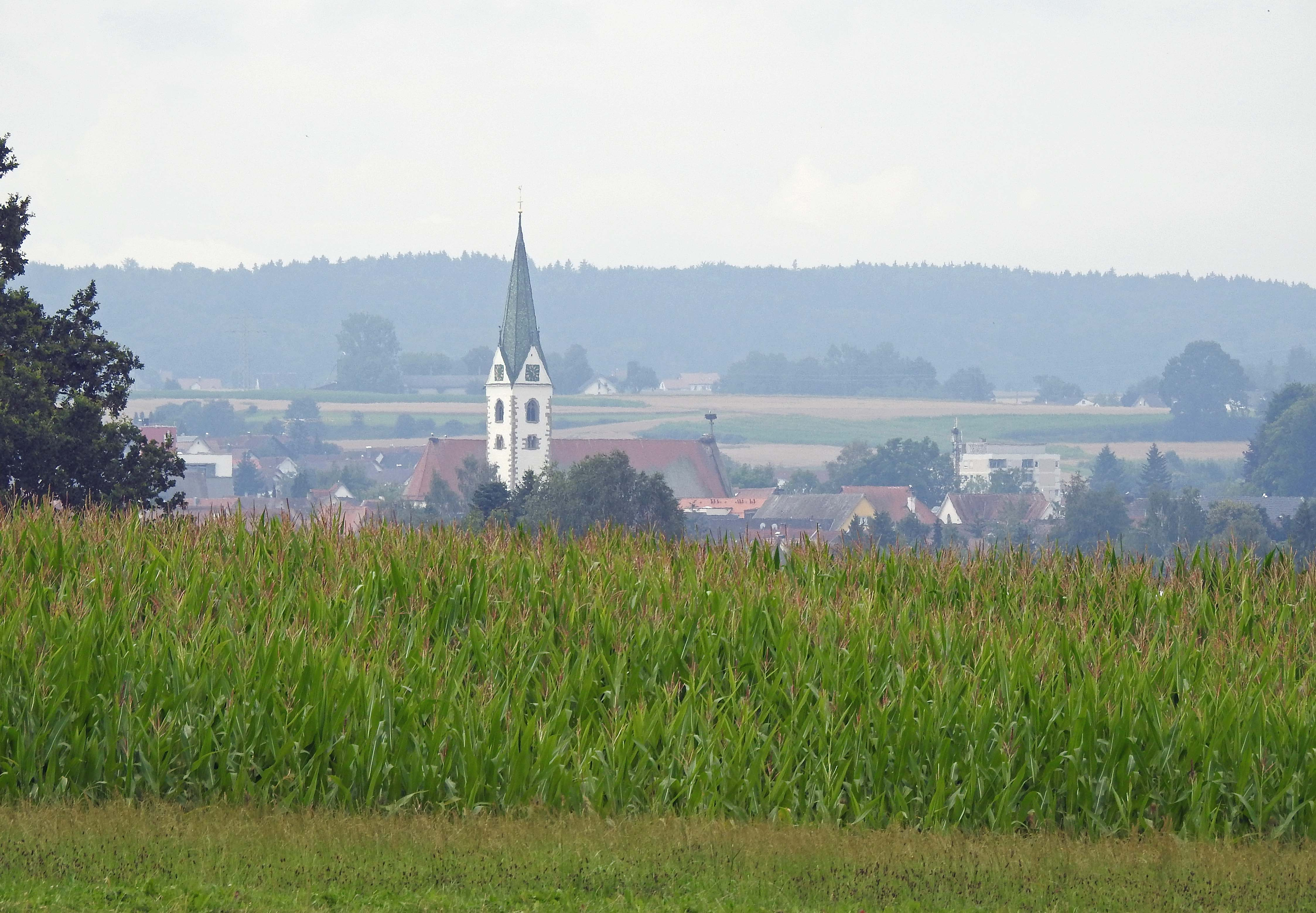
Bad Saulgau von Norden

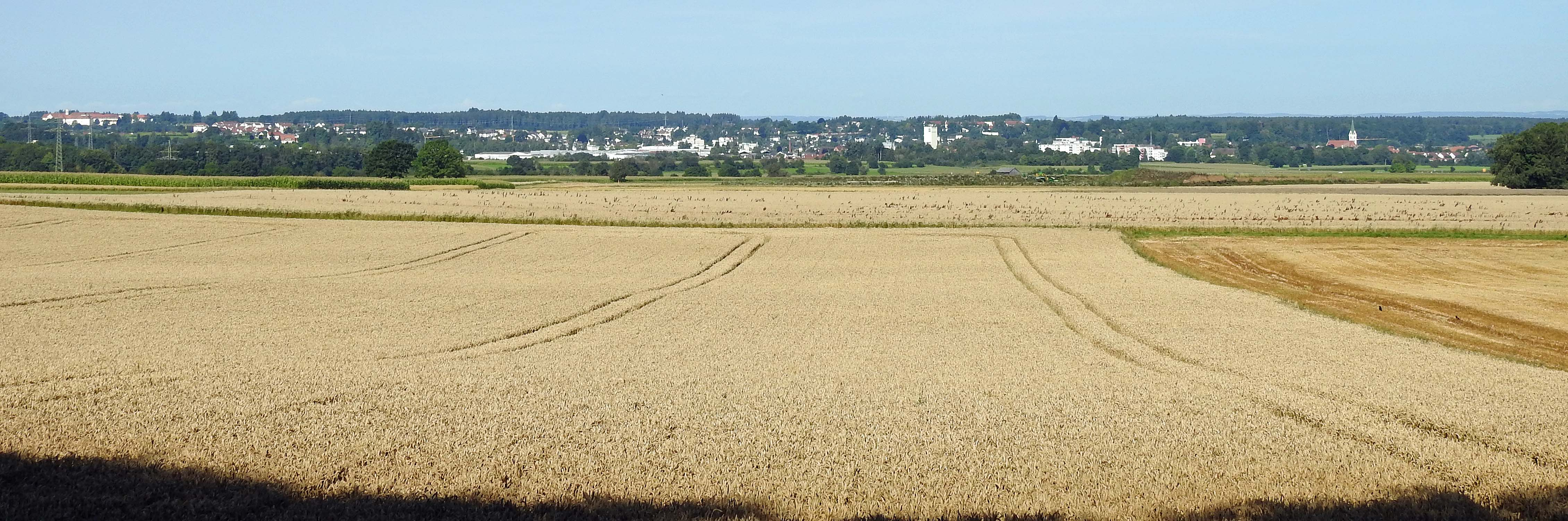
Bad Saulgau von Osten

Die Kur- und Bäderstadt Bad Saulgau (bis 2000 Saulgau) liegt im Zentrum Oberschwabens und ist mit 17.889 Einwohnern die größte Stadt im Landkreis Sigmaringen. Die Kleinstadt war bis 1934 Sitz des Oberamts Saulgau, 1934 bis 1938 des Kreises Saulgau und schließlich bis zum 31. Dezember 1972 Kreisstadt des damaligen Landkreises Saulgau. Seit 1990 trägt die Stadt die Bezeichnung Ort mit Heilquellen- und Kurbetrieb, seit 2000 das Prädikat Bad.

## Geographie

### Lage
Bad Saulgau liegt nördlich des bewaldeten Höhenzugs Wagenhart und ein paar Kilometer westnordwestlich der Atzenberger Höhe, zwischen Donau und Bodensee am Donauzufluss Schwarzach. Durch den Ortsteil Lampertsweiler verläuft die Europäische Hauptwasserscheide, die das Einzugsgebiet von Rhein und Donau trennt. Das Wasser südwärts fließender Gewässer gelangt in den Rhein, das der nordwärts gerichteten in die Donau. Die Stadt liegt an der Schwäbischen Bäderstraße, an der Mühlenstraße Oberschwaben und der Oberschwäbischen Barockstraße.

### Nachbargemeinden
Bad Saulgau grenzt an die folgenden Gemeinden (im Uhrzeigersinn, beginnend im Norden):
- Ertingen, Riedlingen, Allmannsweiler, Bad Buchau
- Dürnau, Bad Schussenried (alle Landkreis Biberach)
- Ebersbach-Musbach, Boms, Eichstegen, Hoßkirch (alle Landkreis Ravensburg)
- Ostrach, Hohentengen, Herbertingen (alle Landkreis Sigmaringen)

### Raumplanung
Bad Saulgau bildet ein Mittelzentrum des Regionalverbands Bodensee-Oberschwaben. Der Mittelbereich mit rund 45.000 Menschen umfasst die südöstlichen Gemeinden des Landkreises Sigmaringen, westlichen Gemeinden des Landkreises Biberach und die nordwestlichen des Landkreises Ravensburg, darunter die Städte und Gemeinden (in alphabetischer Folge) Altshausen, Bad Buchau, Bad Saulgau, Boms, Dürnau, Ebenweiler, Ebersbach-Musbach, Eichstegen,  Ertingen, Fleischwangen, Guggenhausen, Herbertingen, Hohentengen, Hoßkirch, Königseggwald, Ostrach, Riedhausen und Unterwaldhausen.

### Stadtgliederung

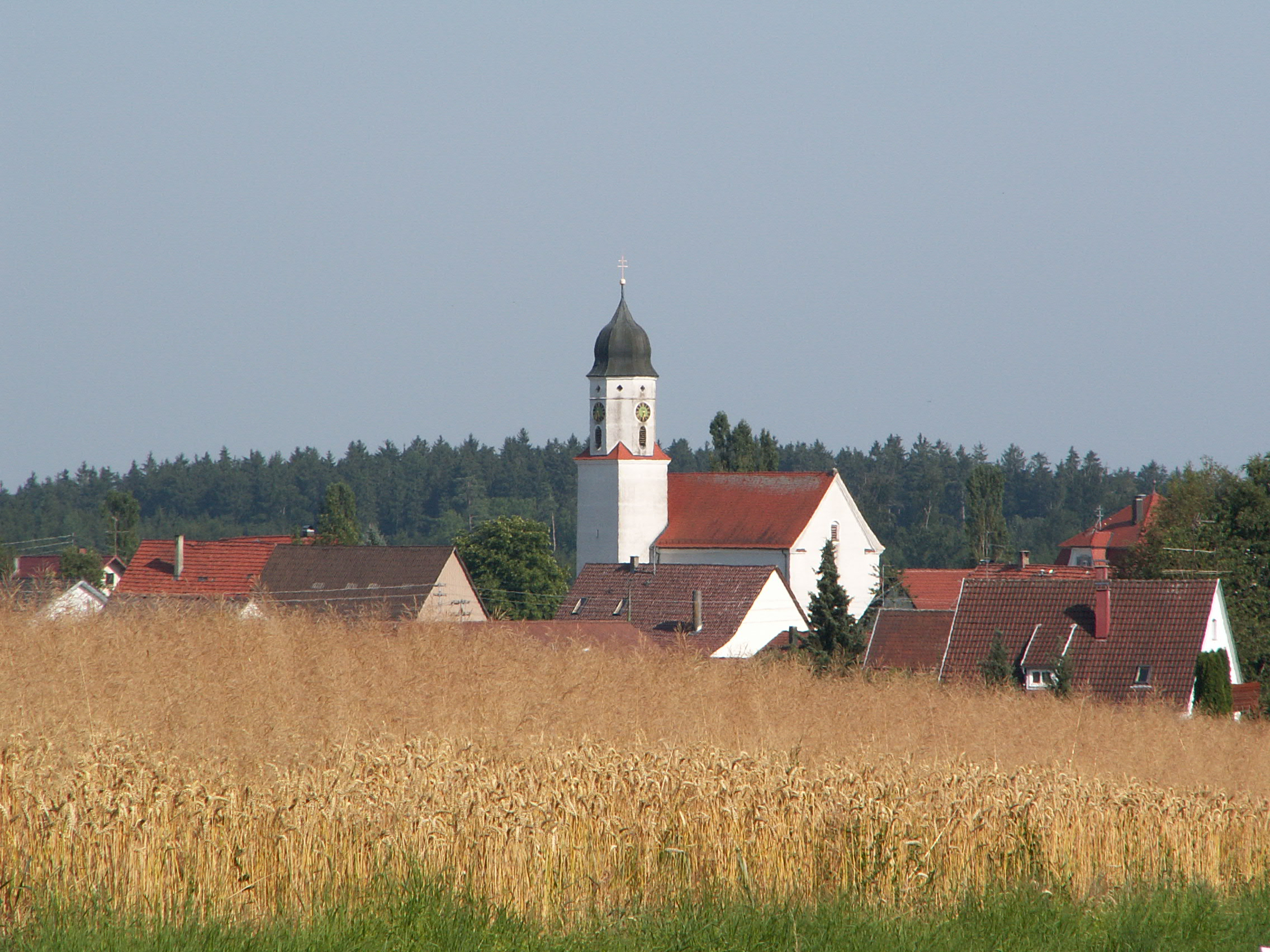
Hochberg von Nordwesten

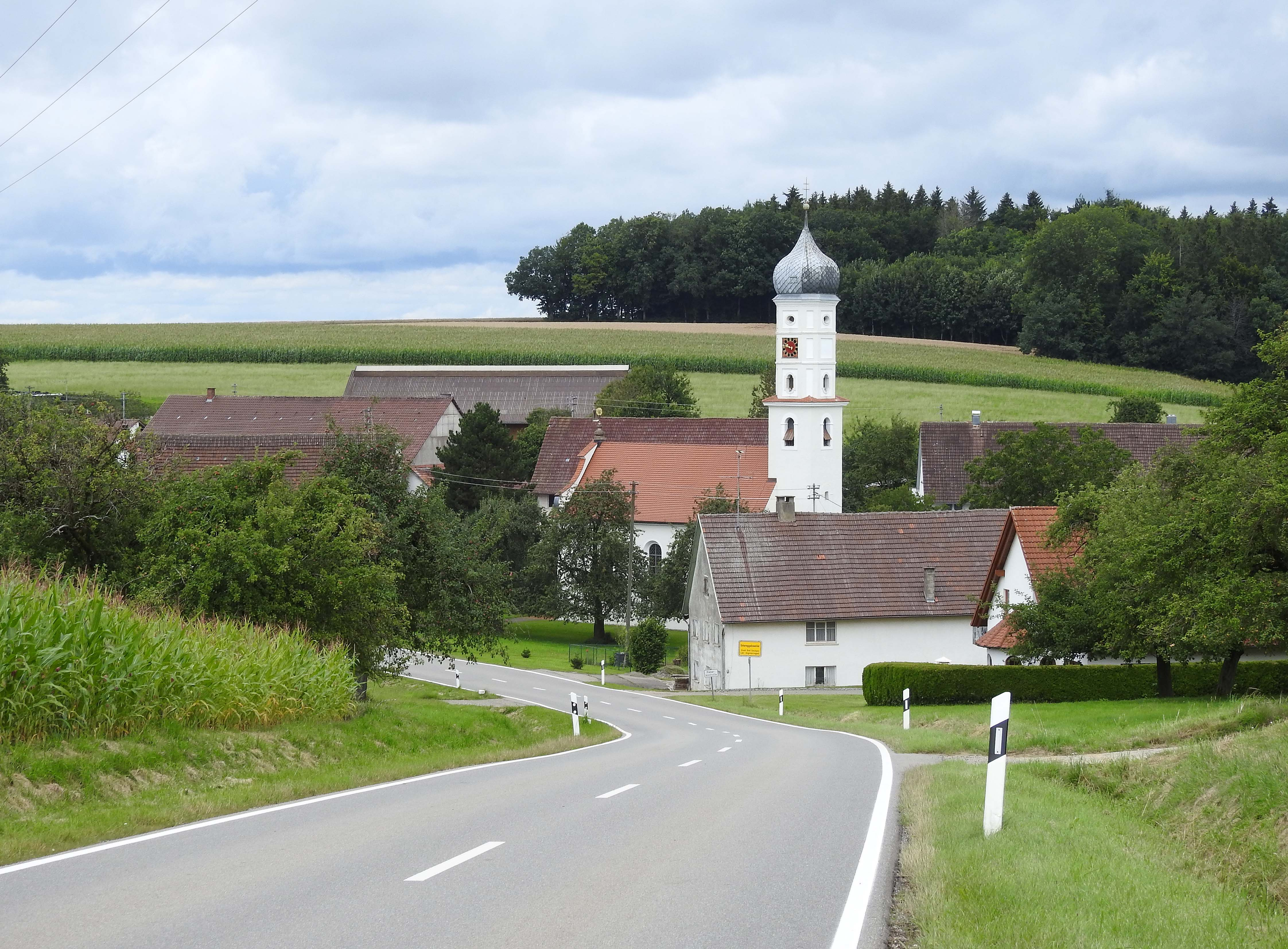
Untereggatsweiler von Südosten

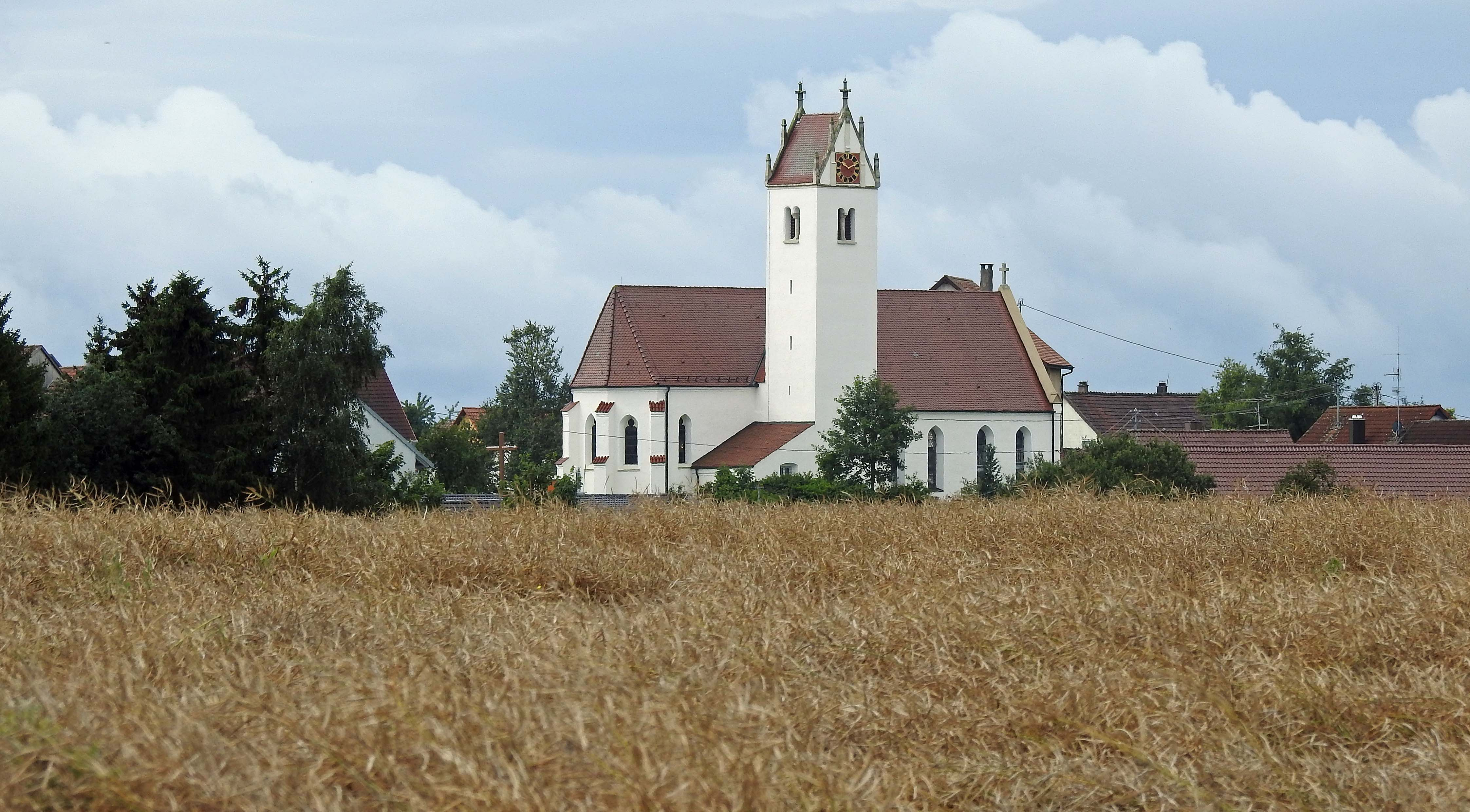
Renhardsweiler von Nordosten

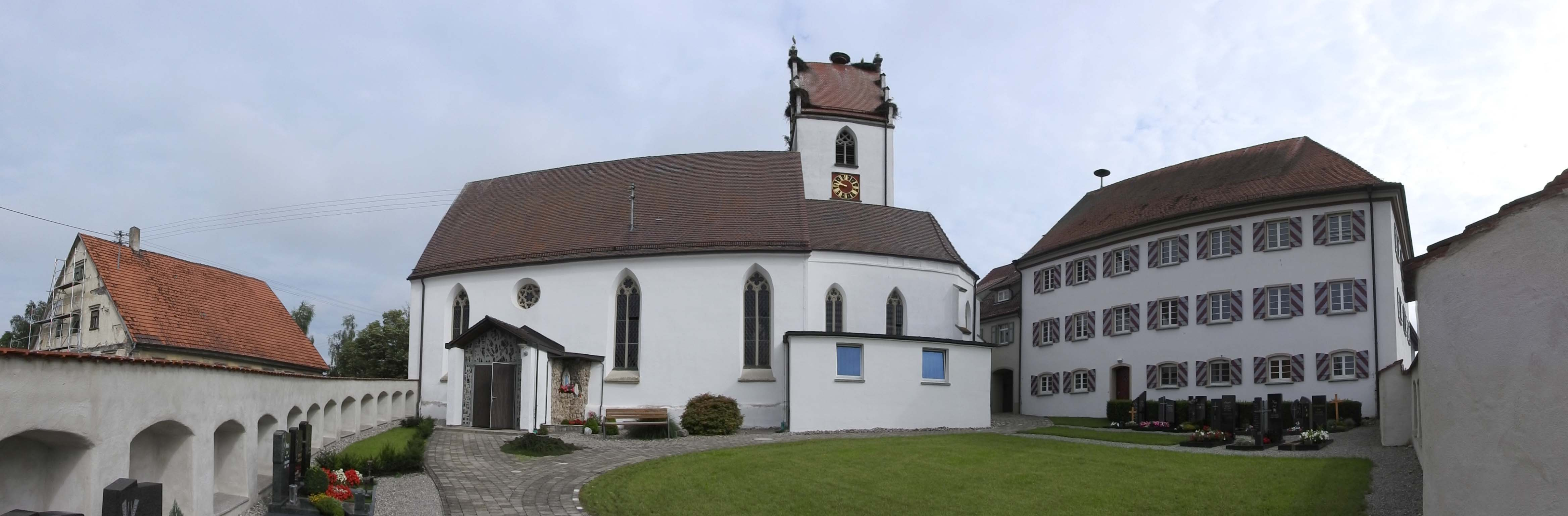
Moosheim, Bad Saulgau

Bad Saulgau besteht aus der Kernstadt (mit Bernhausen, Engenweiler, Nonnenweiler, Schwarzach und Wilfertsweiler) und den 13 Teilorten Bierstetten (mit Steinbronnen), Bolstern (mit Heratskirch und Wagenhausen), Bondorf, Braunenweiler (mit Figels, Krumbach, Obereggatsweiler, Untereggatsweiler und Ziegelhof), Friedberg, Fulgenstadt, Großtissen (mit Kleintissen), Haid (mit Bogenweiler und Sießen), Hochberg (mit Luditsweiler), Lampertsweiler (mit Rieden), Moosheim, Renhardsweiler und Wolfartsweiler.
| Wappen                | Ortsteil                | Einwohner | Fläche  |
| --------------------- | ----------------------- | --------- | ------- |
| Bad Saulgau           | Bad Saulgau (Kernstadt) | 11.673    | 5690 ha |
| Bierstetten           | Bierstetten             | 00.591    | 0615 ha |
| Bolstern              | Bolstern                | 00.417    | 1206 ha |
| Bondorf               | Bondorf                 | 00.333    | 0278 ha |
| Braunenweiler         | Braunenweiler           | 00.553    | 1005 ha |
| Friedberg             | Friedberg               | 00.406    | 0541 ha |
| Fulgenstadt           | Fulgenstadt             | 00.672    | 0673 ha |
| Großtissen            | Großtissen              | 00.374    | 0669 ha |
| Haid                  | Haid                    | 00.874    | 1320 ha |
| Hochberg              | Hochberg                | 00.579    | 0664 ha |
| Lampertsweiler        | Lampertsweiler          | 00.302    | 0252 ha |
| Kein Wappen Verfügbar | Moosheim                | 00.337    | 0443 ha |
| Renhardsweiler        | Renhardsweiler          | 00.273    | 0170 ha |
| Kein Wappen Verfügbar | Wolfartsweiler          | 00.275    | 0351 ha |

Beim Zensus 2024 zählte Bad Saulgau 17.975 Einwohner.

### Schutzgebiete
In Bad Saulgau liegt ein Teil des Natur- und Landschaftsschutzgebiets Booser-Musbacher Ried. Weitere Landschaftsschutzgebiete in Bad Saulgau sind die ehemalige Burg bei Friedberg, der Sießener See, die Schiller- und Kaiserhöhe, das Ried südlich Luditsweiler der Rosengarten, der Landschaftsteil bei der Frauenkapelle, die Öhmdwiesen mit Gebüsch, die Höhe 646,4 südlich Haid und die Michelsbühlhöhe. Das Booser-Musbacher Ried gehört gleichzeitig zum FFH-Gebiet Feuchtgebiete um Altshausen.

## Geschichte

### Frühe Geschichte
Die erste urkundliche Erwähnung von Sulaga stammt aus dem Jahr 819. Im örtlichen Dialekt heißt der Ort bis heute Sulga. Der Name geht auf das althochdeutsche Wort sul zurück, das „sumpfige Stelle, Wasserlache“ bedeutet. Die Bedeutung steckt heute noch in der Bezeichnung Suhlen für Wasserlachen, in denen sich z. B. Wildschweine wälzen. Der Name der Stadt bezieht sich demnach auf ihre Lage in den Niederungen des Schwarzachtals – hat also nichts zu tun mit Säulen oder gar einer keltischen Quellgöttin, wie oft fälschlich behauptet wird.
Während der Zeit der Stammesherzogtümer lag Saulgau im Herzogtum Schwaben. Im Jahr 1239 wurde Saulgau von Kaiser Friedrich II. das Stadtrecht verliehen, von König Rudolf I. 1288 das Marktrecht. 1299 fiel Saulgau an das Haus Habsburg und wurde vorderösterreichische Amtsstadt in den österreichischen Donaulanden.
Während der Hexenverfolgungen wurden in der Stadt Saulgau von 1518 bis 1684 46 Hexenprozesse durchgeführt mit 29 Hinrichtungen und zwei Verbannungen. Von anderen Verfahren ist der Ausgang unbekannt. Das jüngste Opfer Maria Eichel war bei ihrer Hinrichtung am 16. März 1674 erst 15 Jahre alt. Besonders bekannt wurden die beiden Hexenprozesse gegen Anna Persauter 1666 und 1672, die mit Folter und ihrer Enthauptung endeten.

### Württembergische Zeit
Im Zuge der Neuordnung Europas durch Napoleon Bonaparte kam Saulgau 1805 mit dem Frieden von Pressburg an das 1806 errichtete Königreich Württemberg. Saulgau wurde Sitz des gleichnamigen Oberamts. 1869 erfolgte mit dem Bau der Bahnstrecke Herbertingen–Isny der Anschluss an das Streckennetz der Königlich Württembergischen Staats-Eisenbahnen.
Am 27. Juni 1935 erschütterte ein Erdbeben die Stadt. 6250 Gebäude wurden zum Teil schwer beschädigt. Der Schaden belief sich auf 0,75 Mio. Reichsmark.
1934 wurde das Oberamt Saulgau in Kreis Saulgau umbenannt. 1938 gingen die Kreise Saulgau und Riedlingen im neu errichteten Landkreis Saulgau auf.
Im Zweiten Weltkrieg unterhielt die Luftschiffbau Zeppelin GmbH zwischen dem 14. August 1943 und dem 22. April 1945 am südöstlichen Ortsrand in unmittelbarer Nähe zum Bahnhof Saulgau neben dem Produktionsgelände der Josef Bautz AG ein Außenlager des KZ Dachau. Im KZ-Außenlager Saulgau wurden Einzelteile der ballistischen Flüssigrakete Aggregat 4 (Propagandaname Vergeltungswaffe 2, kurz V2) produziert. Bis zu 400 KZ-Häftlinge mussten in dem Lager Zwangsarbeit verrichten, wobei 43 zu Tode kamen. Auf dem Städtischen Friedhof wird am Ehrenmal für Soldaten mit zwei Gedenktafeln an 35 Opfer der beiden Weltkriege erinnert. Auch am ehemaligen Standort des KZ-Außenlagers erinnert ein 2005 eingeweihtes Denkmal an das Lager und die Opfer. Auf dem Platz der Baracken selber steht heute ein Supermarkt.

### Nachkriegszeit
Nach dem Zweiten Weltkrieg fiel die Stadt Saulgau 1945 in die Französische Besatzungszone und kam somit 1947 zum neu gegründeten Land Württemberg-Hohenzollern, welches 1952 im Land Baden-Württemberg aufging.
Die Kreisstadt Saulgau kam im Zuge der Kreisreform 1973 zum Landkreis Sigmaringen, dessen größte Stadt sie heute ist. Am 1. Januar 1975 wurden die zuvor selbständigen Gemeinden Bierstetten, Bolstern, Bondorf, Braunenweiler, Friedberg, Fulgenstadt, Großtissen, Haid, Hochberg, Lampertsweiler, Moosheim, Renhardsweiler und Wolfartsweiler nach Saulgau eingemeindet.

## Religion
Die Bevölkerung von Bad Saulgau ist vorwiegend römisch-katholischer Konfession. Die Katholische Kirchengemeinde St. Johannes Baptist in der Kernstadt hat 6.268 Mitglieder (Stand 2025) bei einer Gesamteinwohnerzahl der Kernstadt von etwas mehr als 11.600 Menschen. Zur Seelsorgeeinheit St. Johannes Baptist Bad Saulgau der Diözese Rottenburg-Stuttgart gehören außerdem neun Kirchengemeinden in den Teilorten. Das Kloster Sießen im Ortsteil Sießen ist seit 1860  das Mutterhaus der Franziskanerinnen von Sießen.
Seit dem 19. Jahrhundert zogen auch evangelische Bewohner zu. Die evangelischen Christen im ganzen Stadtgebiet gehören (zusammen mit den evangelischen Einwohnern von Herbertingen und Musbach) zur Kirchengemeinde Bad Saulgau im Kirchenbezirk Biberach der Evangelischen Landeskirche in Württemberg.
Außerdem gibt es in Bad Saulgau eine Freie Christengemeinde und eine Kirche der Siebenten-Tags-Adventisten.
Muslimische Einrichtungen sind die Eyüp-Sultan-Moschee der DITIB und die Fatih-Moschee des VKIZ.

## Politik

### Gemeinderat
Die Kommunalwahlen in Baden-Württemberg am 9. Juni 2024 führten in Bad Saulgau bei einer Wahlbeteiligung von 60,3 % (+ 2,6 %) zu dem in den Diagrammen dargestellten Ergebnis.
- SPD: 4
- Grüne: 2
- FWR: 12
- CDU: 10

Durch die unechte Teilortswahl kam es bei der Kommunalwahl 2024 zu einer hohen Zahl an Ausgleichsmandaten. Statt der in der Hauptsatzung festgelegten Größe von 24 Mitgliedern gehören dem Gemeinderat daher 28 Personen an, das sind 4 Personen weniger als in der vorangegangenen Wahlperiode.

### Bürgermeister
Bürgermeister ist seit dem 1. Februar 2024 Raphael Osmakowski-Miller. Er wurde am 12. November 2023 mit 60,3 Prozent der Stimmen gewählt.
- 1945–1947: Karl Rösch (kommissarisch)
- 1947–1949: August Reichert
- 1949–1967: Josef Drescher
- 1967–2000: Günter Strigl
- 2000–2008: Johannes Häfele
- 2008–2024: Doris Schröter
- seit 2024: Raphael Osmakowski-Miller

### Wappen
| Wappen der Stadt Bad Saulgau | Blasonierung: „In Silber (Weiß) auf grünem Dreiberg einen blau bewehrten und blau bezungten roten Löwen, der sich an einer aus dem Unterrand emporkommenden schwarzen Säule aufrichtet.“ |
| Wappen der Stadt Bad Saulgau | Wappenbegründung: Das in einem Abdruck von 1273 belegte älteste bekannte Stadtsiegel zeigt bereits die im volksetymologischen Sinne „redende“, einem Steigbaum ähnelnde Säule und den Löwen, der damals möglicherweise noch als das Wappentier der Truchsessen von Waldburg-Warthausen, die die Stadt bis 1299 besaßen, verstanden worden ist. Nach dem Verkauf an Österreich in dem genannten Jahr wurde der schon in der ersten farbigen Wappenabbildung von 1483 rot tingierte, mit blauer Zunge und Bewehrung versehene Löwe sehr wahrscheinlich als das habsburgische Wappentier interpretiert. Der Gemeinderat hat durch Beschluss vom 25. Juni 1925 den Dreiberg als zusätzliche Wappenfigur festgeschrieben. Die blaue Zunge und Bewehrung des Löwen wurde zeitweilig weggelassen. |

### Städtepartnerschaften
- Chalais im Département Charente, Frankreich, seit 1981
- Himmelberg in Kärnten, Österreich, seit 2006

Darüber hinaus bestehen freundschaftliche Kontakte zu Kōbe in Japan.

## Kultur und Sehenswürdigkeiten
Bad Saulgau liegt an der Oberschwäbischen Barockstraße, der Deutschen Fachwerkstraße, der Deutschen Alleenstraße und der Schwäbischen Bäderstraße.

### Kunst und Museen
- Das Alte Kloster Bad Saulgau ist ein am 23. und 24. Januar 2010 eingeweihtes Kulturzentrum, das die drei Kultureinrichtungen Städtische Galerie „Die Fähre“, die Stadtbibliothek und die Musikschule unter einem Dach vereint. Das Gebäude stammt aus dem Jahr 1665, es wurde von Franziskanern erbaut und 1810 säkularisiert. Das Gebäude wurde dann als Spital und später als Alten- und Pflegeheim St. Antonius genutzt. Dessen weitere Nutzung hielt die Stadt für zu teuer, daher entschied sie sich, ein neues Alten- und Pflegeheim zu bauen. Das denkmalgeschützte Gebäude wurde frei, die Stadtbücherei benötigte neue Räumlichkeiten – so wurde die Folgenutzung als neues Kulturzentrum beschlossen und 2008/09 für 2,4 Millionen Euro grundlegend saniert und modernisiert.[22] Eine Besonderheit ist die gläserne Überdachung des einstigen Klostergartens,[23] der zusammen mit dem Kreuzgang ganzjährig genutzt werden kann. Mit der städtischen Galerie Die Fähre (einschl. der Sammlung „Kunst in Oberschwaben“), der Stadtbibliothek sowie der Musikschule vereint das Alte Kloster nun drei Kultureinrichtungen, die bis 1996 schon gemeinsam in der alten „Fähre“ untergebracht waren.[24] Im Erdgeschoss ist neben der Galerie Die Fähre die Sammlung „Kunst in Oberschwaben seit 1900“ untergebracht. Im ersten Obergeschoss befindet sich die Stadtbibliothek, im zweiten die Städtische Musikschule.[22]
- Städtische Galerie „Die Fähre“: 1947 auf Initiative des französischen Kreisgouverneurs Coup de Fréjac als „Centre Culturel“ gegründet, hat sich die „Fähre“ bald zu einer der ersten Ausstellungsadressen in Oberschwaben entwickelt. Mit Pierre Bonnard, Paul Sérusier und Jan Verkade waren hier erstmals nach dem Zweiten Weltkrieg in Deutschland die „Nabis“ zu sehen. Früh zeigte sie auch mit Emil Nolde, Paul Klee und Otto Dix bedeutende Vertreter der Klassischen Moderne und öffnete sich später der Konkreten Malerei. Daneben war und ist die „Fähre“ immer auch Forum der regionalen Kunst geblieben. Die Fähre wurde am 25. Juli 2009 geschlossen.[25] 2009 wurde im August/September umgebaut, für die “Erich-Kästner-Schule” und für eine Kindergartengruppe wurden dort Klassenzimmer eingerichtet.[22]
- Galerie am Markt: Die 1986 eingerichtete ständige Sammlung Kunst in Oberschwaben seit 1900 bietet einen repräsentativen Querschnitt über die lebendige und eigenständige Kunst zwischen Donau und Bodensee im 20. Jahrhundert. Sie zeigt bedeutende Erneuerer der religiösen Kunst (Gebhard Fugel, Karl Caspar, Albert Burkart, Wilhelm Geyer) wie auch einflussreiche Vertreter der klassischen Moderne aus dem Südwesten (Gottfried Graf, Hans Purrmann, HAP Grieshaber, Otto Dix u. v. a.). Für das zweite Obergeschoss im “Haus am Markt”, wo die Sammlung untergebracht war, gibt es noch kein schlüssiges Nutzungskonzept.[22]
- Die Städtische Jugendmusikschule samt Schulleitung und Verwaltung befindet sich seit 11. Januar 2010 in den neuen Räumen des Alten Klosters. Die Schule ist staatlich anerkannt nach § 4 des Jugendbildungsgesetzes und ist Mitglied im Verband deutscher Musikschulen (VdM).
- Das Stadtmuseum Bad Saulgau wurde 1998 in einer 1586 erbauten Scheune auf fünf Ebenen eingerichtet. Es zeigt ausführlich die 500-jährige habsburgische Vergangenheit Saulgaus als eine der „Fünf Donaustädte“ in Vorderösterreich, außerdem seine lange Brauereitradition sowie die lebendige oberschwäbische Volksfrömmigkeit und weitere örtliche Traditionen und Bräuche. Dokumentiert wird dies unter anderem mit einer prächtigen Palmensammlung, die die Tradition des Palmentragens beleuchtet, sowie mit Exponaten aus dem Saulgauer Fastnachtstreiben. Die Brauerei-Abteilung umfasst schwerpunktmäßig das Zweigeräte-Sudhaus der Adler-Brauerei in Saulgau-Moosheim mit Maischebottich und Sudpfanne aus dem 19. Jahrhundert sowie Bierlagerung, Bierkühlung und Biertransport. Ein „Mini-Kino“ ehrt den Saulgauer Kino-Pionier und Oscar-Preisträger Willi Burth. Daneben illustriert das Museum die Entwicklung der Stadt zur heutigen Kur- und Thermalbadstadt einschließlich der maßstabsgetreuen Darstellung einer Thermalwasserbohrung.

### Musik
- Seit 1960 prägen die Sankt Johannes Chorknaben das musikalische Bild der Stadt wie der Kirche. 1978 wurde der „Männerchor Bad Saulgau“ gegründet, 1987 ist mit der Mädchenkantorei ein reiner Mädchenchor hinzugekommen.
- Die Orgel in der Stadtpfarrkirche St. Johannes hat 48 Register und wurde 1980 von der Bonner Orgelmanufaktur Klais gebaut. Im Rahmen der Konzertreihe Internationaler Saulgauer Orgelherbst konzertieren dort Organisten aus aller Welt.
- Die Städtische Musikschule wurde 1969 gegründet.
- Der seit 1977 bestehende Jazzverein Bad Saulgau veranstaltet regelmäßig Konzerte. Jazzbands aus Bad Saulgau sind z. B. die Schwaaz Vere’s Jazzgang, die Jazzmatics, Unit 5 und die Big Band Saulgau.

### Sakralbauten

#### Stadtkirche St. Johannes Baptist

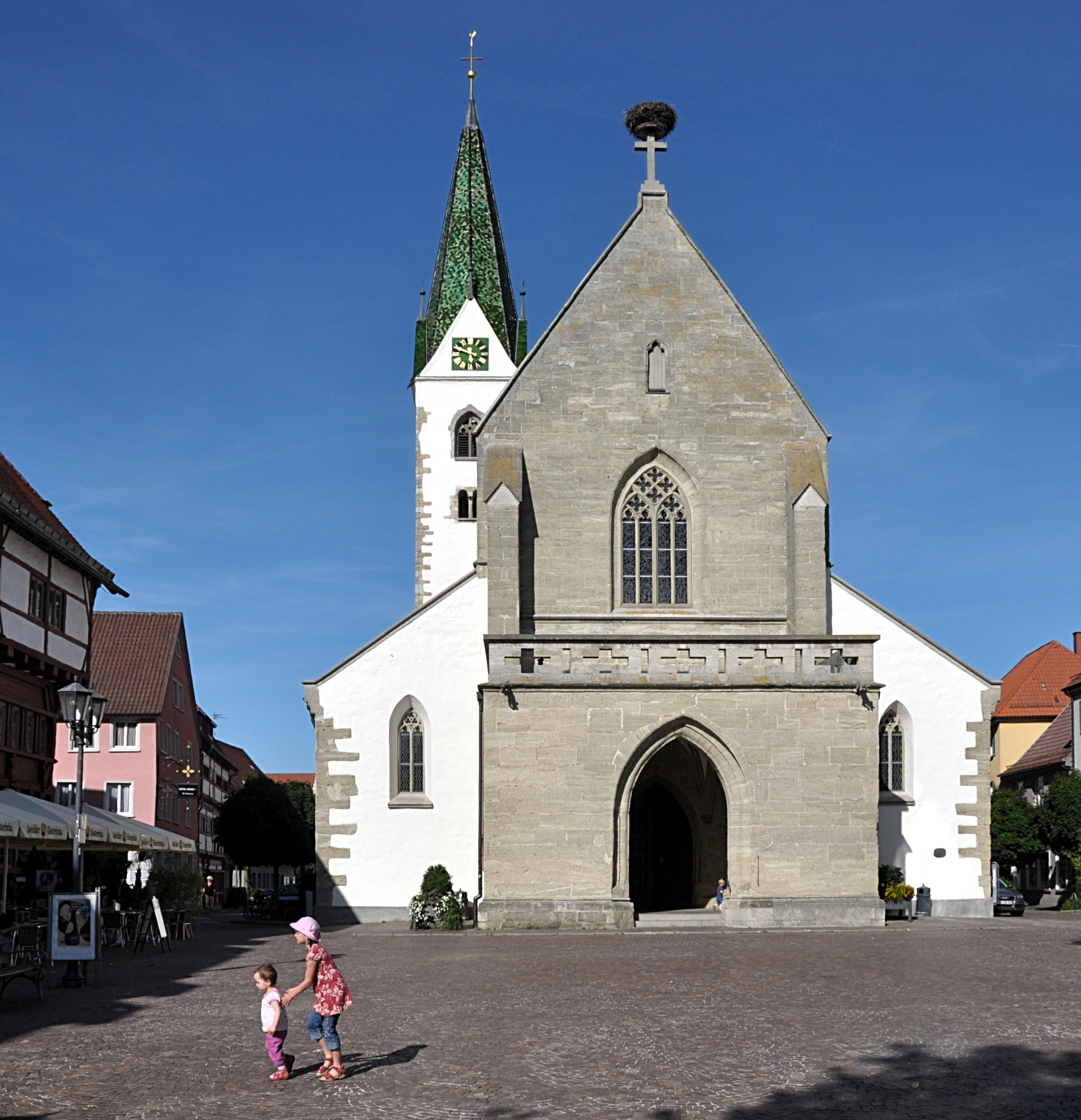
Stadtkirche St. Johannes Baptist

Die katholische Stadtkirche St. Johannes Baptist ist eine hochgotische Pfeilerbasilika und zeigt Merkmale der Romanik und Gotik. Sie befindet sich zentral am gepflasterten historischen Marktplatz. Die anfänglich romanische Kirche von 1170 wurde zwischen 1390 und 1402 im gotischen Stil erweitert.

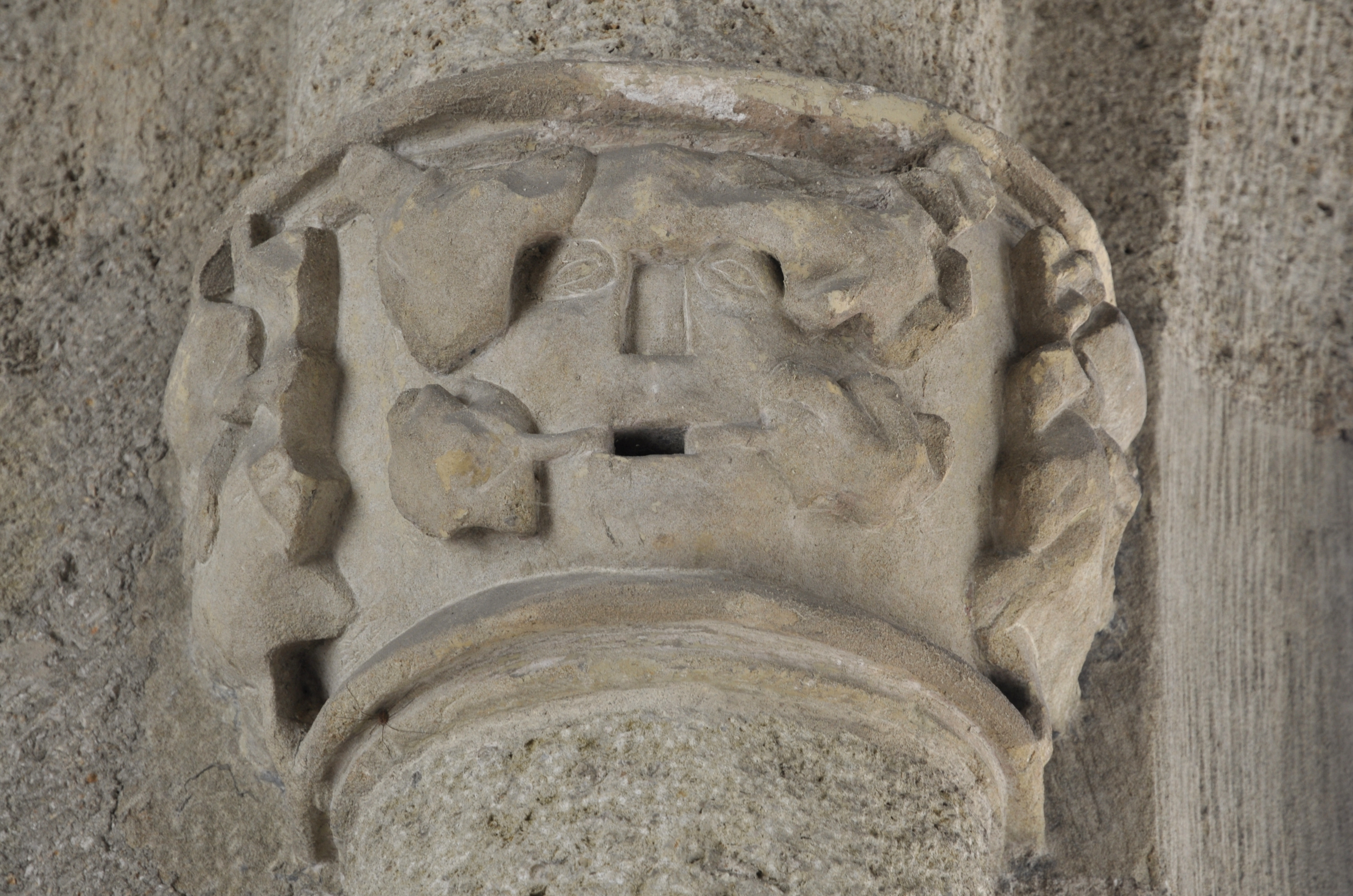
Blattmaske St. Johannes Baptist

 Im Zuge einer Innenraumrestauration wurde 1985 der spätgotische Charakter mit einer modernen Ausstattung kombiniert. Zur Ausstattung gehört das Bild „Geißelung Christi“ von Otto Dix. Die vergoldete Kugel unterhalb des Hahns auf dem Kirchturm ist hohl, aber nicht leer. In ihr befindet sich eine Dokumentenrolle mit geschichtlichen Zeugnissen, die bei jeder Turmsanierung aktualisiert werden. Auch 2008 kam es zu diesem denkwürdigen Akt: Architekt Ludwig Boll hat auf die kupferne Dokumentenrolle einen 29-seitigen Bericht über die Sanierung verfasst – als Ergänzung zu den Schriftstücken aus dem Jahr 1975.

#### Kloster Sießen mit Klosterkirche St. Markus
Das Kloster Sießen ist ein 1260 gegründetes Kloster der Dominikanerinnen. Es wurde 1519 erbaut und sämtliche Klostergebäude wurden zwischen 1716 und 1722 renoviert und im Stil des Barock überformt. Im Zuge der Säkularisation wurde das Kloster aufgelöst. Seit 1860 werden die Gebäude als Kloster der Franziskanerinnen genutzt. Im „Hummel-Saal“ sind Arbeiten der Schwester Maria Innocentia Hummel ausgestellt, deren Bilder als Vorlagen für die weltberühmten Hummel-Figuren, zum Beispiel die Wanderer, die Gänseliesel und den Ziehharmonikabub, dienen. Führungen durch die Sammlung geben einen Einblick in das Schaffen der gläubigen Künstlerin.

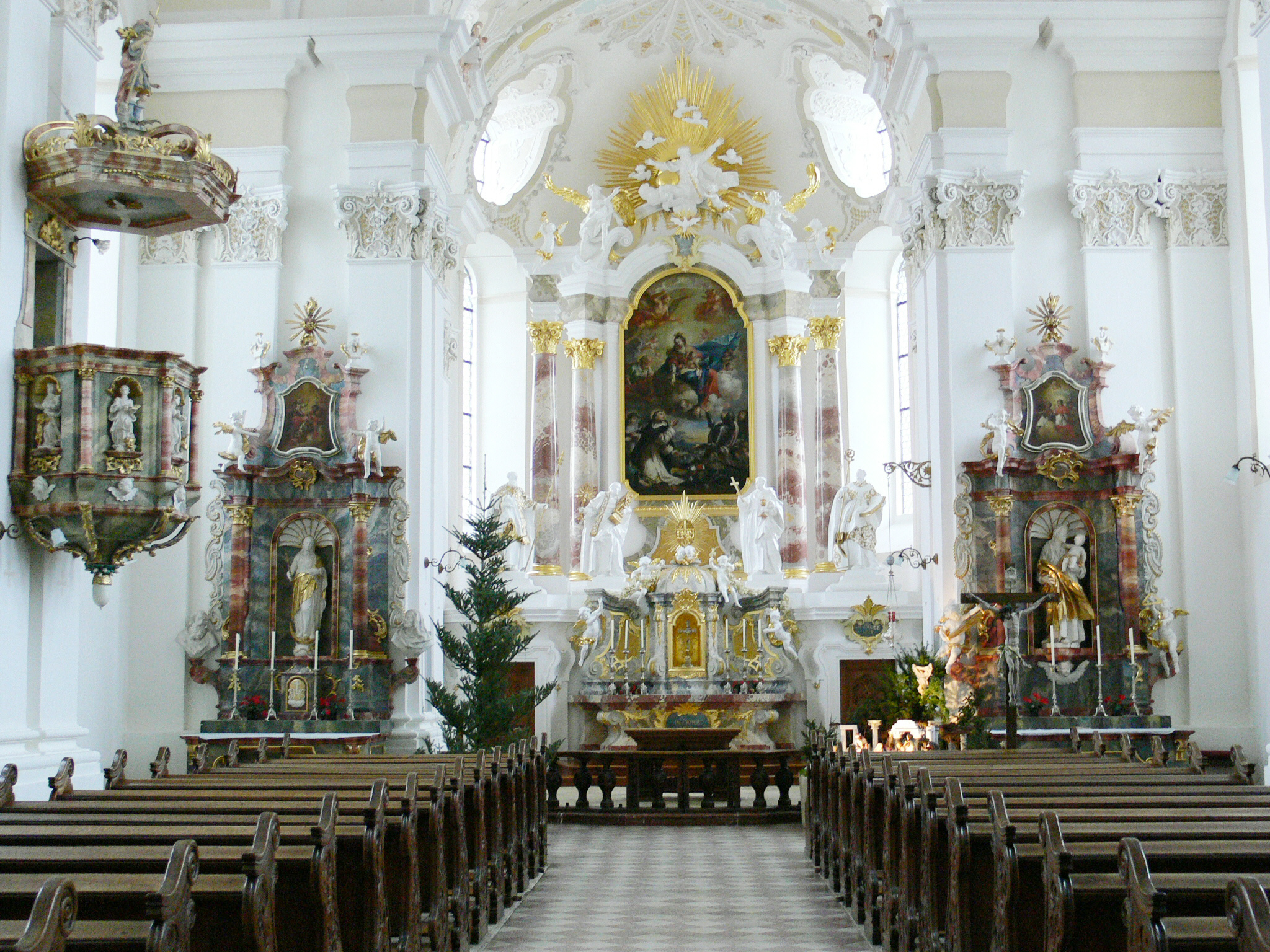
Klosterkirche Sießen

Die 1725 erbaute Klosterkirche St. Markus zeigt spätbarocke Fresken der Gebrüder Dominikus und Johann Baptist Zimmermann sowie Frührokoko-Stuckarbeiten, Schnitzereien und Gemälde von Zehender.

#### Weitere Sakralbauten
- Die evangelische Christuskirche (bis 1998 Evangelische Kirche) wurde 1877 nach Plänen von Christian Friedrich von Leins erbaut und bei einem Umbau 1927 von Rudolf Behr und Karl Oelkrug fast ganz neu errichtet.
- Am Sießener Fußweg, hier ein Teilstück der Via Beuronensis, liegt die Wendelinuskapelle.[28]
- Die Kreuz- oder Schwedenkapelle wurde um das Jahr 1450 gebaut und war eine mittelalterliche Wallfahrtsstätte. Zur Ausstattung gehört ein romanisches Großkreuz (auch Stauferchristus genannt, entstand ca. 1170) sowie die Farbholzschnitte des Kreuzweges von HAP Grieshaber.[3]
- In der zwischen April 2000 und Mai 2001 renovierten Liebfrauenkirche kam es am 12. Juni 2009 zu einem Brand (verursachter Sachschaden etwa 50.000 Euro).[29]
- Die Pfarrkirche Mariä Geburt im Stadtteil Hochberg wurde 1347 geweiht und 1719 barockisiert. Sie verfügt über Hoch- und Seitenaltäre und eine einheitliche Rokokoausstattung. Eine Besonderheit ist das Flachrelief „Fischerpredigt des Heiligen Antonius von Padua“.
- Im Stadtteil Schwarzach befindet sich die St.-Blasius-Kapelle mit ottonischem Chor und Altarblatt von Caspar Fuchs.[30]
- Die Wallfahrtskirche St. Georg im Stadtteil Untereggatsweiler ist ein Neubau von Michael Mohr mit barocker Innenausstattung und Deckenfresken.
- Die barocke Pfarrkirche Mariä Himmelfahrt im Stadtteil Friedberg wurde am 18. Mai 1733 nach dreijähriger Bauzeit vom Weihbischof des Bistums Konstanz Franz Johann Anton von und zu Sirgenstein eingeweiht. Erbaut wurde die Kirche von dem berühmten Baumeister des Deutschen Ordens, Johann Caspar Bagnato. Der aus Herbertingen stammende Pfarrer Johann Conrad Fürst erteilte den Auftrag für einen Neubau, da die alte Kirche baufällig geworden war. Seit mindestens 250 Jahren ist die Pietà auf dem Hochaltar sowie eines der beiden Gnadenbilder, nämlich das der schwarz gekleideten, mit blauem Tuchrand umrahmten Schmerzhaften Mutter Gottes Ziel für Wallfahrer. Papst Benedikt XIV. verlieh der Pfarrkirche am 18. April 1748 einen Ablassbrief; das war der formelle Beginn der Wallfahrt. An diese 250-jährige Tradition in der Kirchengemeinde Mariä Himmelfahrt Friedberg erinnert der am 21. September 2008 eröffnete Oberschwäbische Pilgerweg.
- Die St.-Michaels-Kapelle im Stadtteil Heratskirch ist ein im 17. Jahrhundert barockisierter mittelalterlicher Bau.

### Profanbauten

#### Historische Gebäude in der Altstadt

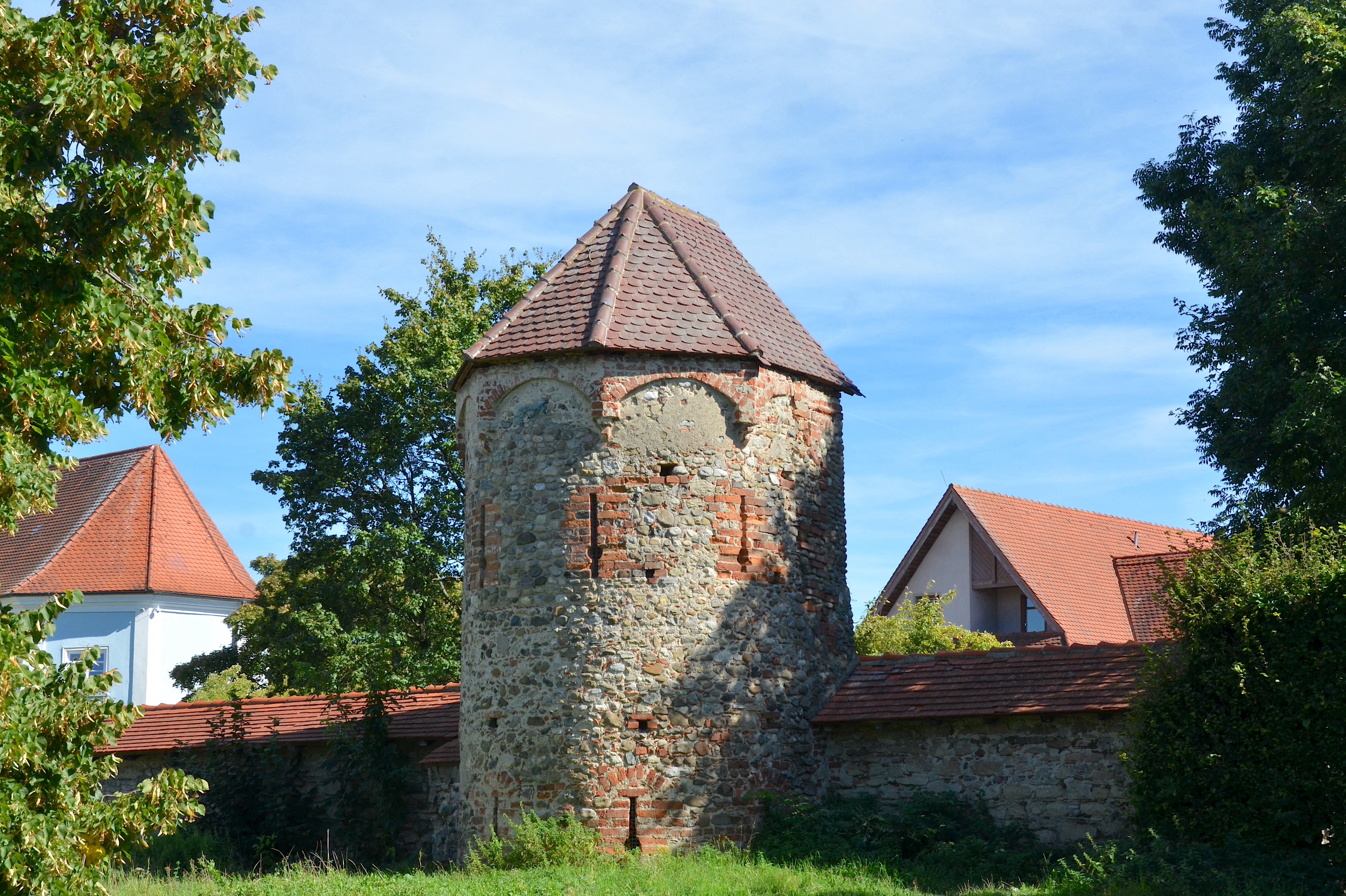
Das Katzentürmle

- Der Oberamtshof, der große Gebäudekomplex, der heute das Rathaus am Oberamteihof beherbergt, war bis 1782 ein Franziskanerinnenkloster, das sich aus einem um 1390 gegründeten Beginenhaus entwickelt hatte. Die Gesamtanlage war in drei Bauphasen entstanden. 1782 wurde dieses Kloster wie viele andere durch Kaiser Joseph II. aufgelöst. Die Stadt kaufte das Gebäude und richtete dort das Rathaus ein. 1853 wurde es an die Oberamtsverwaltung verkauft, da Saulgau 1806, nach dem Übergang an das Königreich Württemberg, Oberamtsstadt wurde. Nach der Kreisreform 1973 ist das Gebäude vom Landkreis Sigmaringen zurückerworben worden.
- Am Marktplatz steht das historische Fachwerkhaus Ecklädele, das um 1581 entstanden ist. Ebenfalls am Marktplatz steht das alemannische Fachwerkhaus Haus am Markt aus der Zeit um 1400,[2] das 1978–1981 restauriert wurde. Dabei konnte das Originalfachwerk zum größten Teil erhalten werden. Im ersten Obergeschoss befindet sich heute der Ratssaal, im zweiten Obergeschoss die Galerie am Markt.
- Gegenüber dem Rathaus steht das „Sießener Haus“, in dem das Kloster Sießen seine Anfänge hatte. Es ist das älteste urkundlich belegte Bürgerhaus in Saulgau. 1251 übernahm das erste Nonnenkloster das zuvor patrizische Anwesen. Von diesem Haus aus zogen dann im Jahre 1260 sechs Dominikanernonnen nach Sießen. Das Kloster vermietete das Haus über lange Zeit, 1759 bis 1781 lebte dort der prominente Maler Johann Georg Mesmer.
- In der Pfarrstraße befindet sich das Buchauer Amtshaus. Direkt an der Stadtmauer gelegen, hatte es schon immer eine privilegierte Stellung. Das Haus stammt womöglich noch aus der Zeit vor der Stadtgründung, zwischen 1408 und 1468 wurde es umgebaut und erhielt seine heutige Gestalt. Der auffallend hohe Torbogen an der Nordseite und die mächtigen Eckquader an der Westseite weisen auf die schon von alters her vorhandene amtliche Funktion des Gebäudes hin. Heute sind darin verschiedene Vereine untergebracht. Der Name erinnert daran, dass Saulgau fast zur Gänze auf einem dem Stift Buchau gehörenden Grundbesitz errichtet wurde.
- Das ehemalige Gasthaus zum Raben ist ebenfalls ein historisches Fachwerkhaus.
- Das so genannte Katzentürmle ist der einzige noch vorhandene Turm der alten Stadtbefestigung. Er diente früher als Karzer (eine Art Tagesgefängnis) und steht auf den Resten der alten Stadtmauer. Das Gefängnis für gefährliche Übeltäter und Hexen befand sich in einem Torturm an anderer Stelle. An der Stelle des heutigen Gasthofs Spitaltor stand früher das Stadtspital, daneben das Nordost-Stadttor der damaligen Stadt.

#### Statuen und Brunnen in der Altstadt
- Die lebensgroße Bronzestatue von Kaiserin Maria-Theresia mit einem kubischen Steinsockel ist eine Kopie eines bedeutenden Barockkunstwerks von Franz Xaver Messerschmidt (1736–1783). Das Kunstwerk erinnert an die über 500 Jahre vorderösterreichische Geschichte von Saulgau, als die Stadt von 1299 bis 1806 zu Österreich gehörte.[2]
- Bad Saulgau besitzt mehrere Brunnen, zum einen gibt es den so genannten Narrenbrunnen. Der Röhrbrunnen auf dem Marktplatz trägt das Saulgauer Stadtwappen, den aufgerichteten, roten Löwen. Der Luegebrunnen in der Hauptstraße ist von einer Männergesellschaft, bestehend aus vier Bronzefiguren, umgeben: „Drei, die auf einen einschwätzen“, so beschreibt der Künstler Ernst-Reinhart Böhlig sein Werk aus dem Jahr 1986. Dass dabei nicht immer die Wahrheit herauskommen muss, lässt sich unschwer erkennen; daher der Name Luege-(Lügen)-brunnen.

#### Weitere Bauwerke
- Südöstlich von Bad Saulgau, unweit des Stadtteils Hochberg, befindet sich der Schlossberg (675 Meter). Ein Burggraben verrät, dass hier einmal eine Burg gestanden hat.[3]
- Östlich des Ortsteils Bondorf auf dem Schelmberg (645 Meter) findet man eine keltische Vierecksschanze vor.
- Die (Bad) Saulgauer Stadthalle wurde 1959 eröffnet.
- Kinzelmannturm, 2016 errichteter 25 Meter hoher Aussichtsturm auf der Schillerhöhe westlich des Stadtkerns.[31]

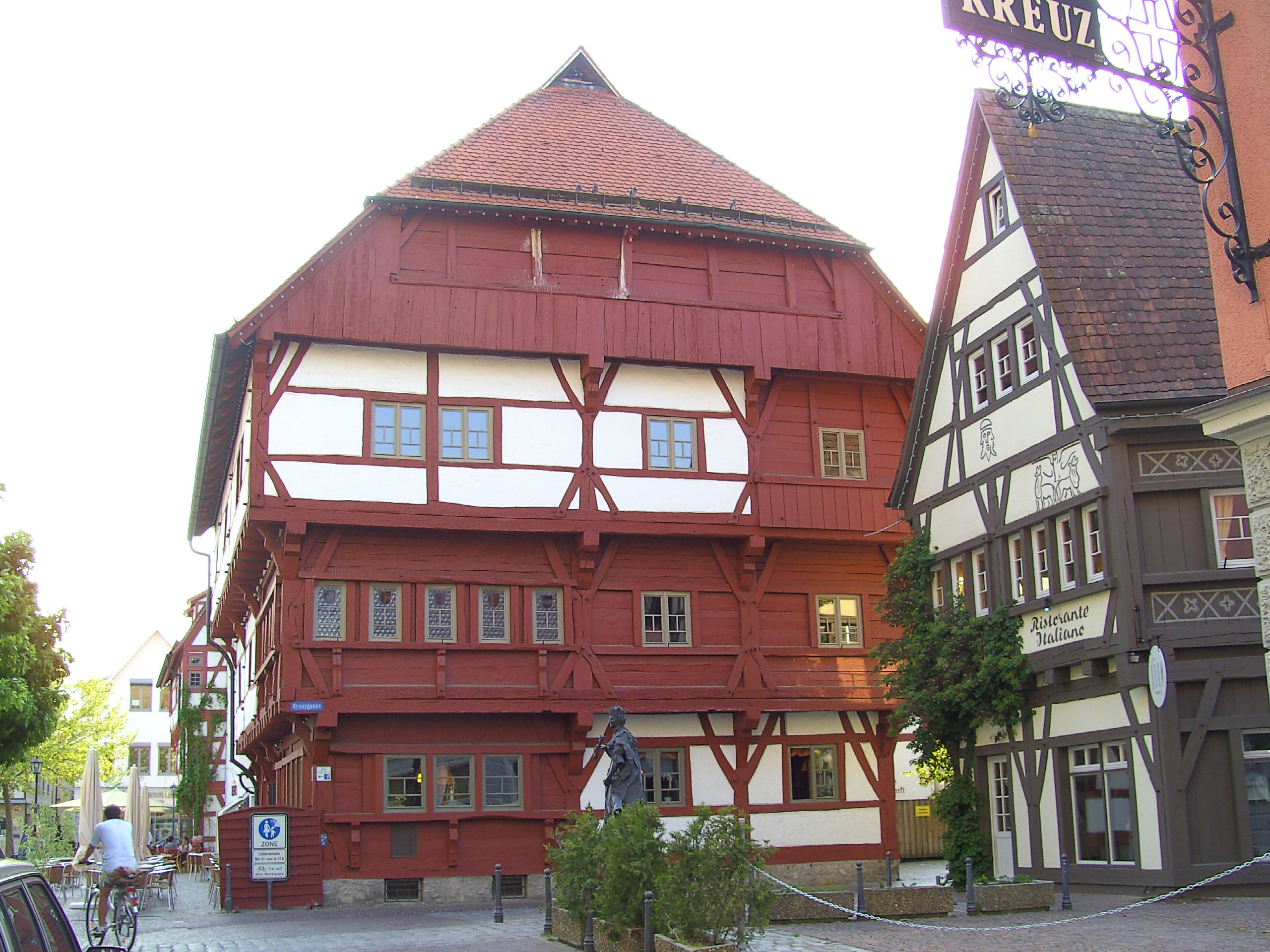
Fachwerkhaus in Bad Saulgau
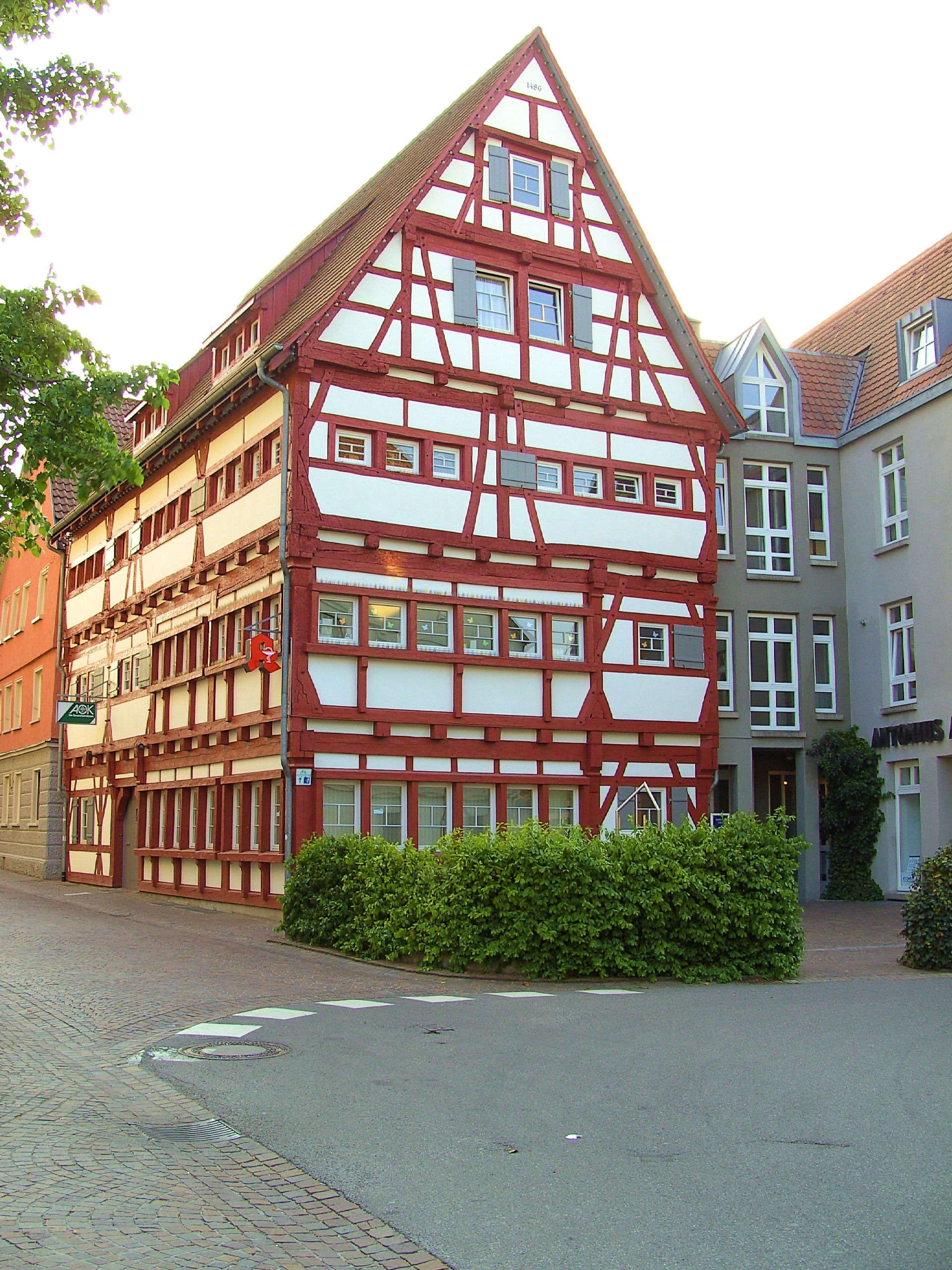
Fachwerkhaus in Bad Saulgau
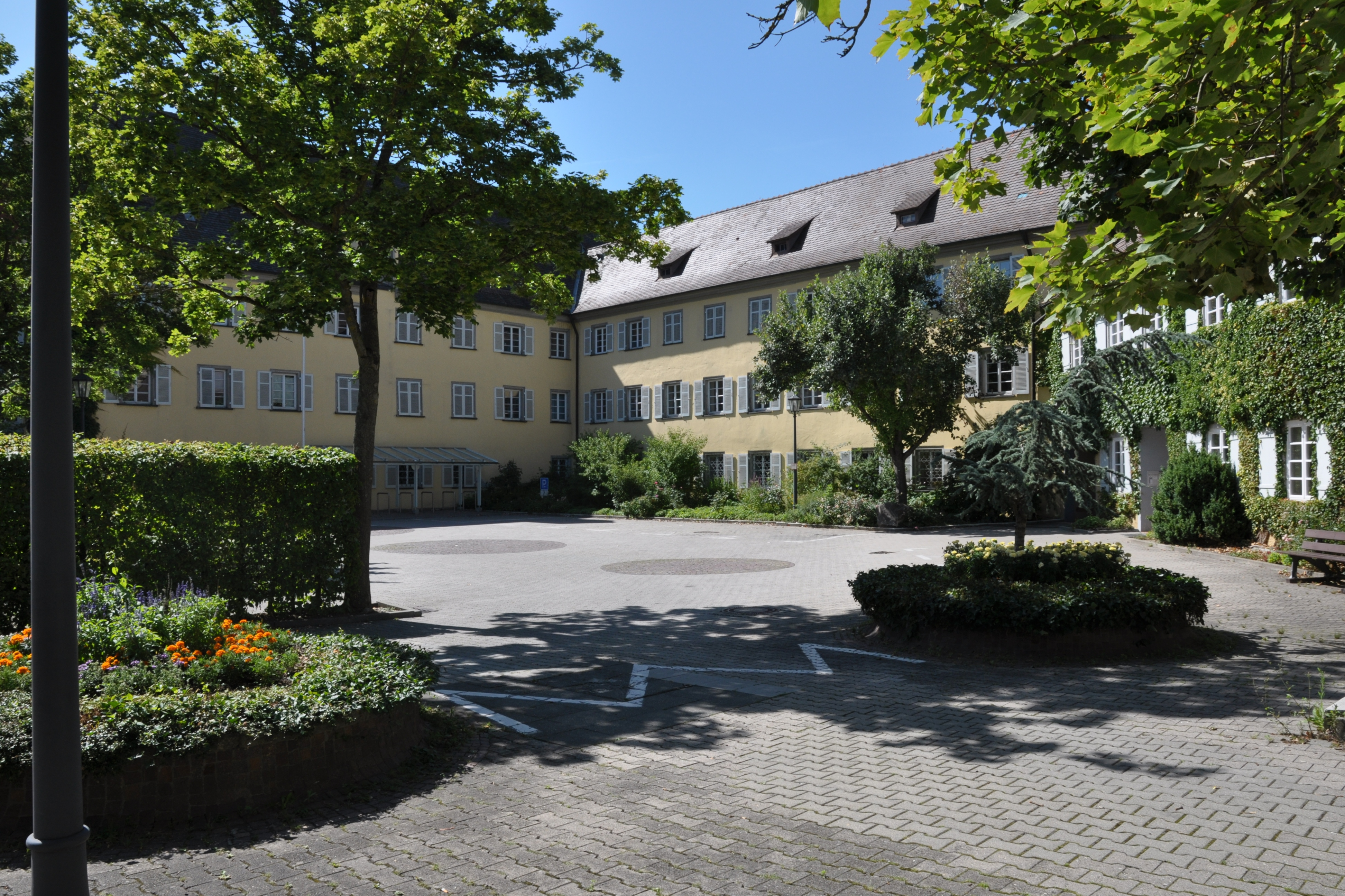
Oberamteihof, jetzt Rathaus
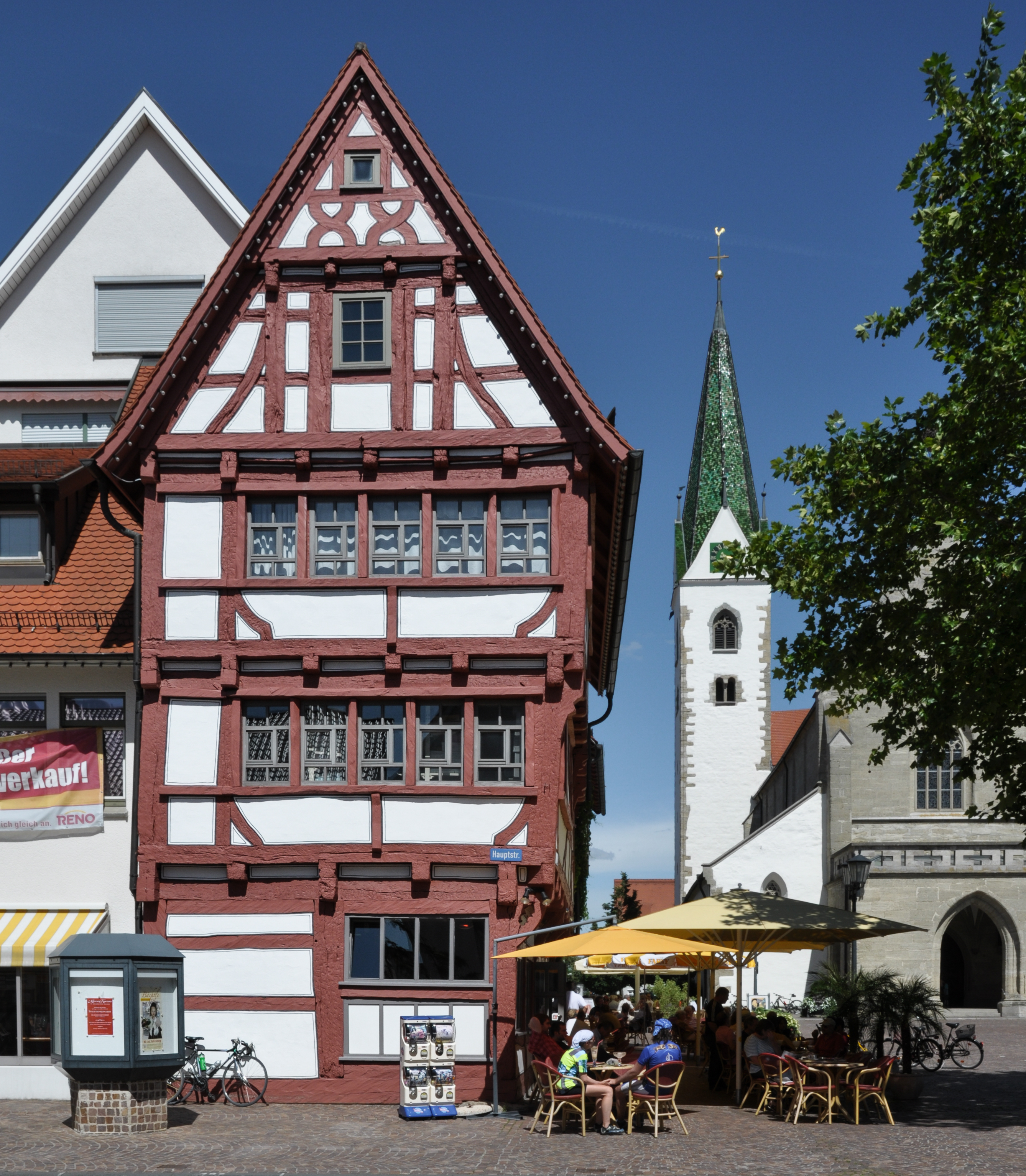
Ecklädele am Marktplatz
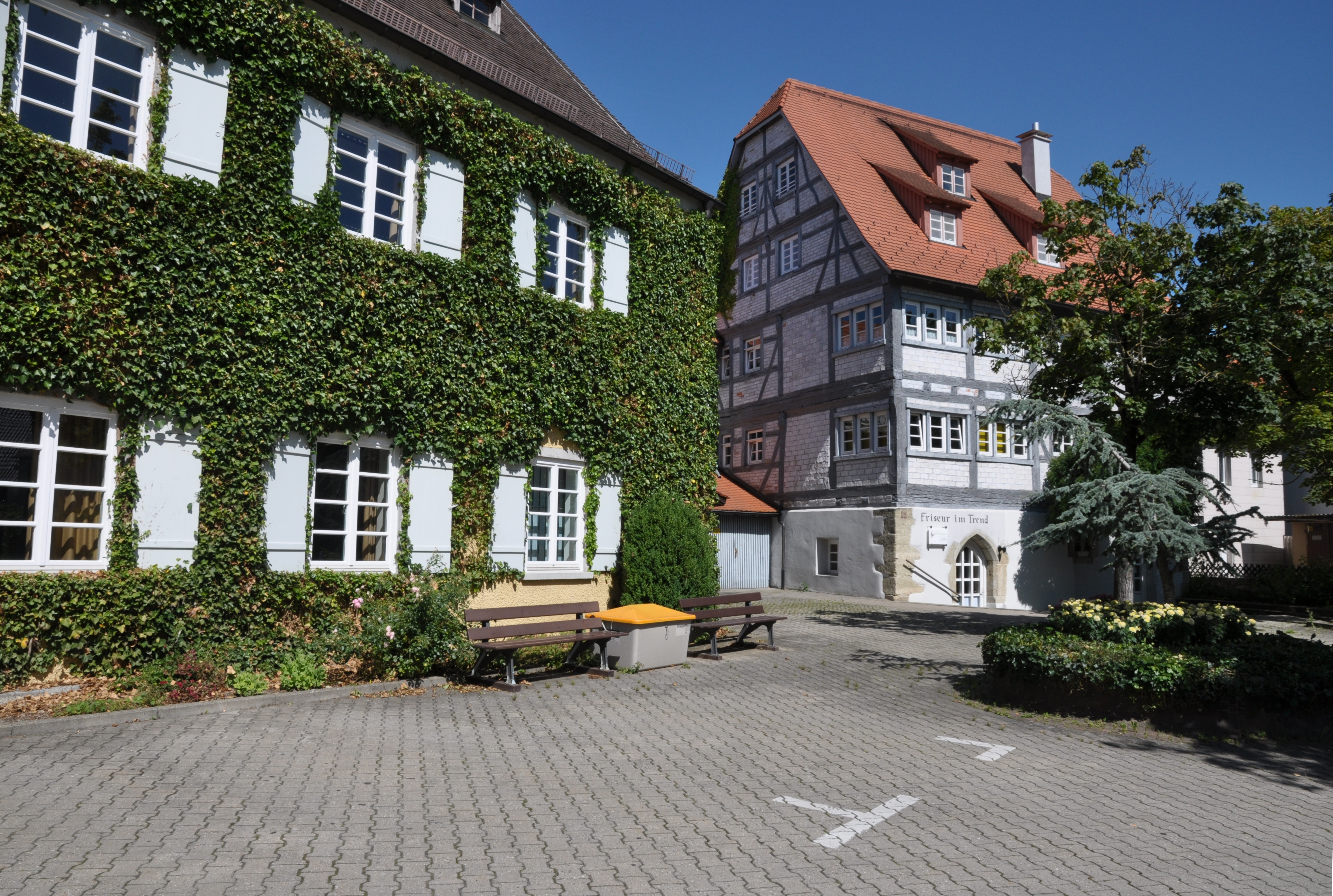
Rathaus, rechts Sießener Haus
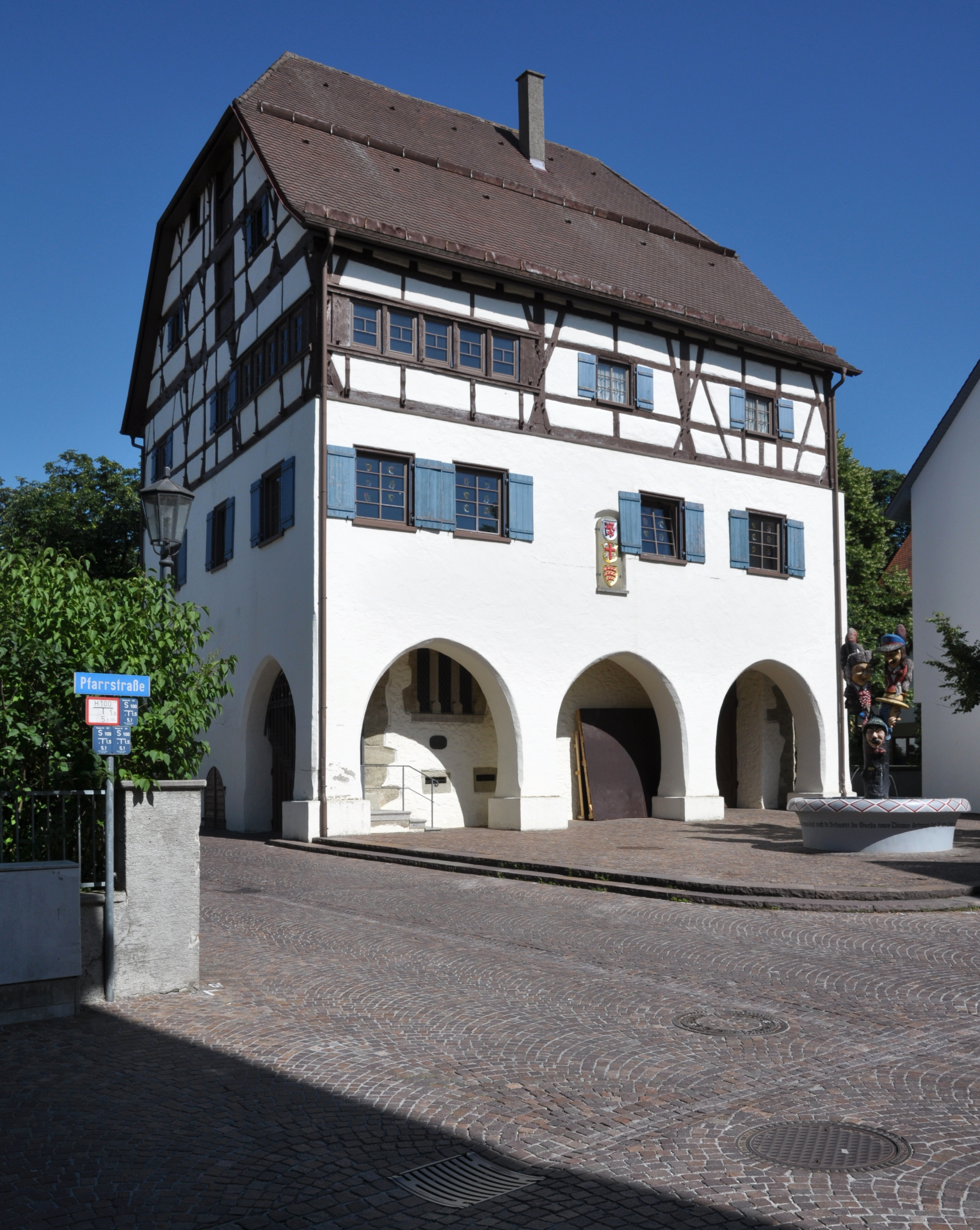
Buchauer Amtshaus
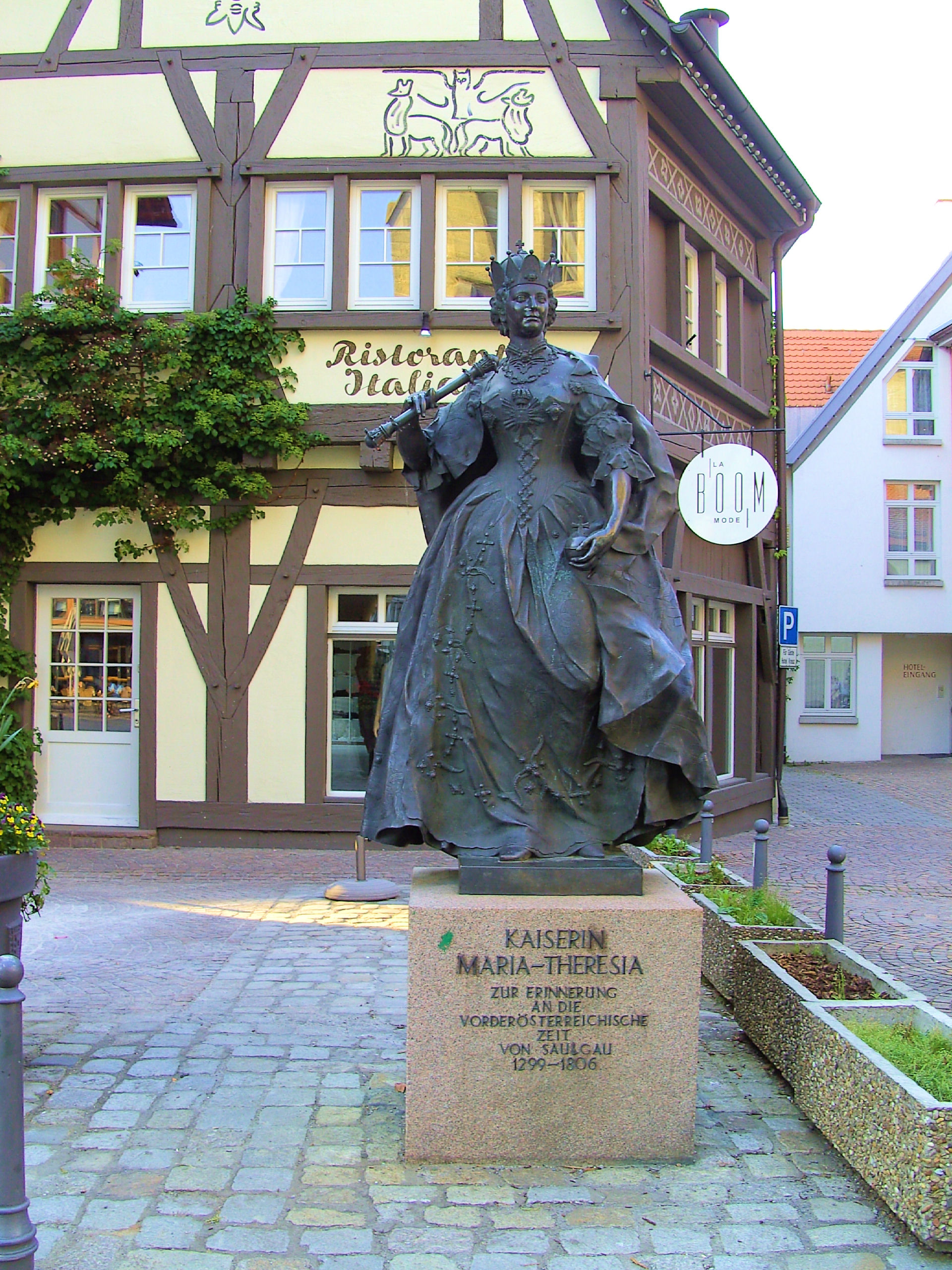
Bronzestatue der Kaiserin Maria Theresia
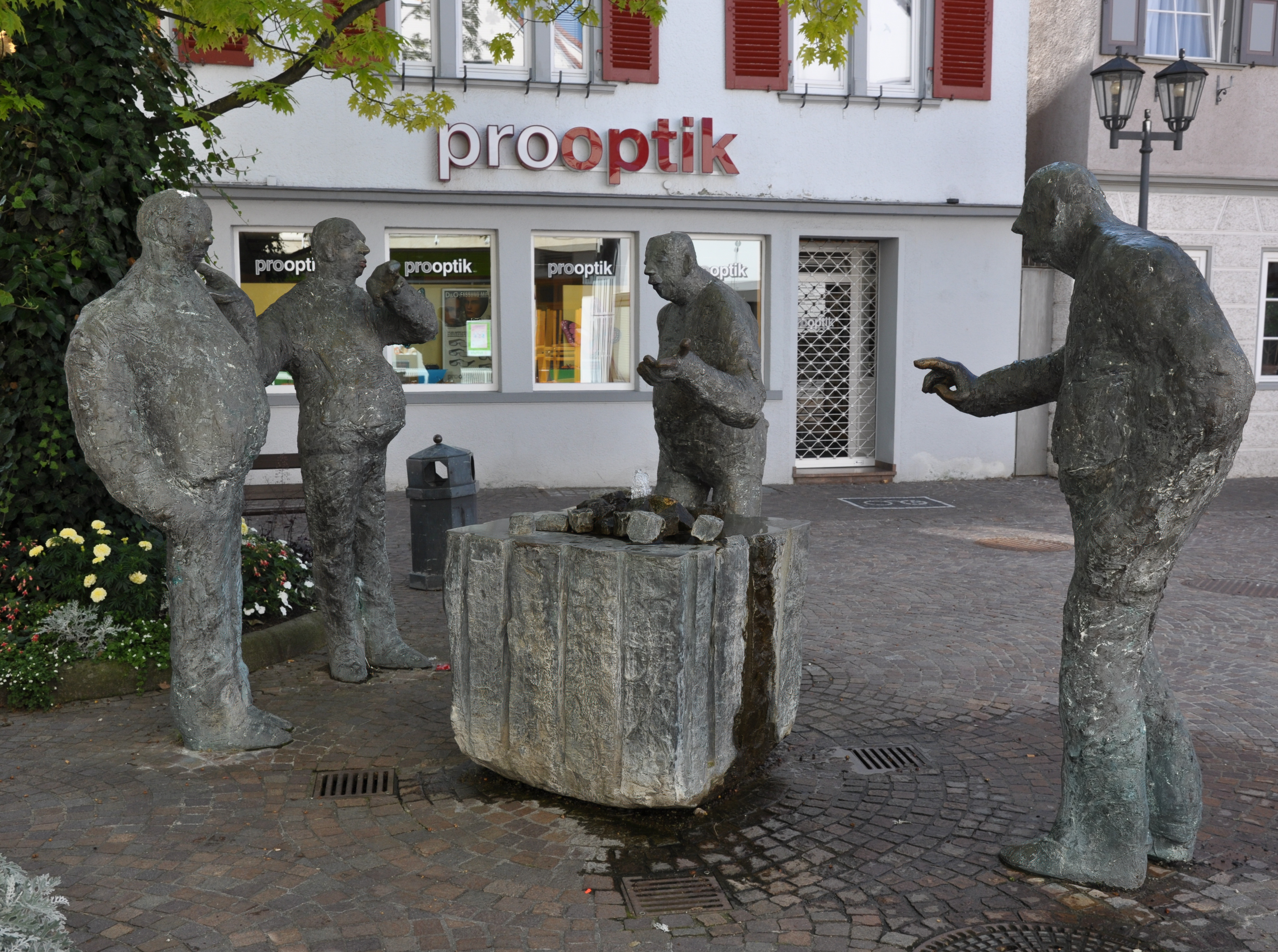
Luegebrunnen

### Naturdenkmäler
- Im Jahr 1977 wurde in Saulgau die wärmste und ergiebigste schwefelhaltige Thermalquelle in ganz Baden-Württemberg (1,5 Millionen Liter täglich) erbohrt. Nach einem Provisorium wurden 1984 die Sonnenhof-Therme Bad Saulgau mit Therme, Saunabereich, Relax-, Vital- und Wellnesscenter und Kurgarten eröffnet.[32] Das Thermalbad verzeichnete bereits 1987 über das Jahr mehr als eine Million Badegäste.[33] Hinzugekommen sind Dampfbäder, eine Sole-Dampfbad und ein Strömungskanal.[34] Bad Saulgau war das erste Thermalbad in Oberschwaben und bescherte der Stadt auch den Titel „Bad“. Im Februar 2011 konnte das Thermalbad seinen zehn-millionsten Besucher verzeichnen.[35]
- Das Schwarzachtal im Nordwesten wird auch als „Siebenmühlental“ bezeichnet: Dort befanden sich einmal die Wolfenmühle, Eselsmühle, Neumühle, Schaulesmühle, Franzenmühle, Lindenmühle sowie die Dotschenmühle. Bis auf die Dotschenmühle, die Anfang der 1980er Jahre abgebrochen wurde, stehen alle Gebäude noch und dienen als Wohnplätze. In der aus dem 15. Jahrhundert stammenden „Wassermühle Franzenmühle“ wurde 1896 eine Francis-Turbine installiert, die heute noch mit einem gekoppelten Generator elektrische Energie erzeugt.
- Etwa drei Kilometer südwestlich der Stadtmitte liegt zwischen Wagenhausen und Sießen, inmitten eines Landschaftsschutzgebiets, der im 19. Jahrhundert als Teil einer Weiheranlage des Klosters Sießen angelegte Wagenhauser Weiher, der im Sommer als Badesee genutzt wird.
- Der ehemalige Steinbruch bei der Holzmühle wird als ausgewiesenes Naturdenkmal offen gehalten.
- Das gemeindeübergreifende Natur und Landschaftsschutzgebiet Booser-Musbacher Ried wurde 1991 ausgewiesen und seit 2001 auch FFH-Gebiet nach der europäischen Fauna-Flora-Habitat- und Vogelschutzrichtlinie. Es befindet sich zwischen der Gemeinde Ebersbach-Musbach und den Bad Saulgauer Ortschaften Hochberg und Lampertsweiler und umfasst insgesamt eine Größe von rund 343 Hektar (96,5 ha Naturschutzgebiet, 246,5 ha Landschaftsschutzgebiet). Das Schutzgebiet ist ein von der Riß- und Würmeiszeit geprägter Hochmoorbereich, der bis in die 1960er-Jahre größtenteils abgetorft wurde. Das Wasenstechen zur Gewinnung von Torfstiche als Heizmaterial war hier wichtiger Wirtschaftszweig. Der Gletscher der Würmeiszeit bahnte sich seinen Weg durch das Rheintal bis nach Lampertsweiler, wo er seine vor sich hergeschobene Gesteinsmasse als Endmoräne ablagerte. Die Landesstraße 285, die an Lampertsweiler Richtung Boos vorbeiführt, führt genau durch das ehemalige Gletschertor, das das Gletscherschmelzwasser abfließen ließ. Zahlreiche Pflanzen und Tiere die vom Aussterben bedroht sind, haben hier eine Heimat. Das NSG ist mit fünf Rundwegen touristisch erschlossen.

### Denkmale
In Krumbach erinnert ein Denkmal an 23 im Ersten Weltkrieg und an 39 im Zweiten Weltkrieg Gefallene.
Auf dem Gebiet der Stadt Bad Saulgau befinden sich viele Kleindenkmale, unter anderem:
- In Hochberg am Feldweg zum Wald, schräg gegenüber Haus Nr. 101, zwei Schwedenkreuze: Ein Steinkreuz mit den Maßen 60:70:25 Zentimeter aus Kalkstein[37][38][39] und ein Steinkreuz mit den Maßen 75:93:22 Zentimeter aus Kalkstein gefertigt.[40][38][39]
- In Braunenweiler gab es an der Straße nach Untereggatsweiler bis etwa 1975 ein Steinkreuz.[41][39]
- In Haid befand sich ein Steinkreuz, das nach 1930 verschwunden ist.[42][39]

### Bodendenkmale

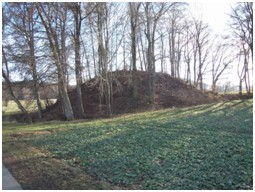
Burgstock bei Untereggatsweiler

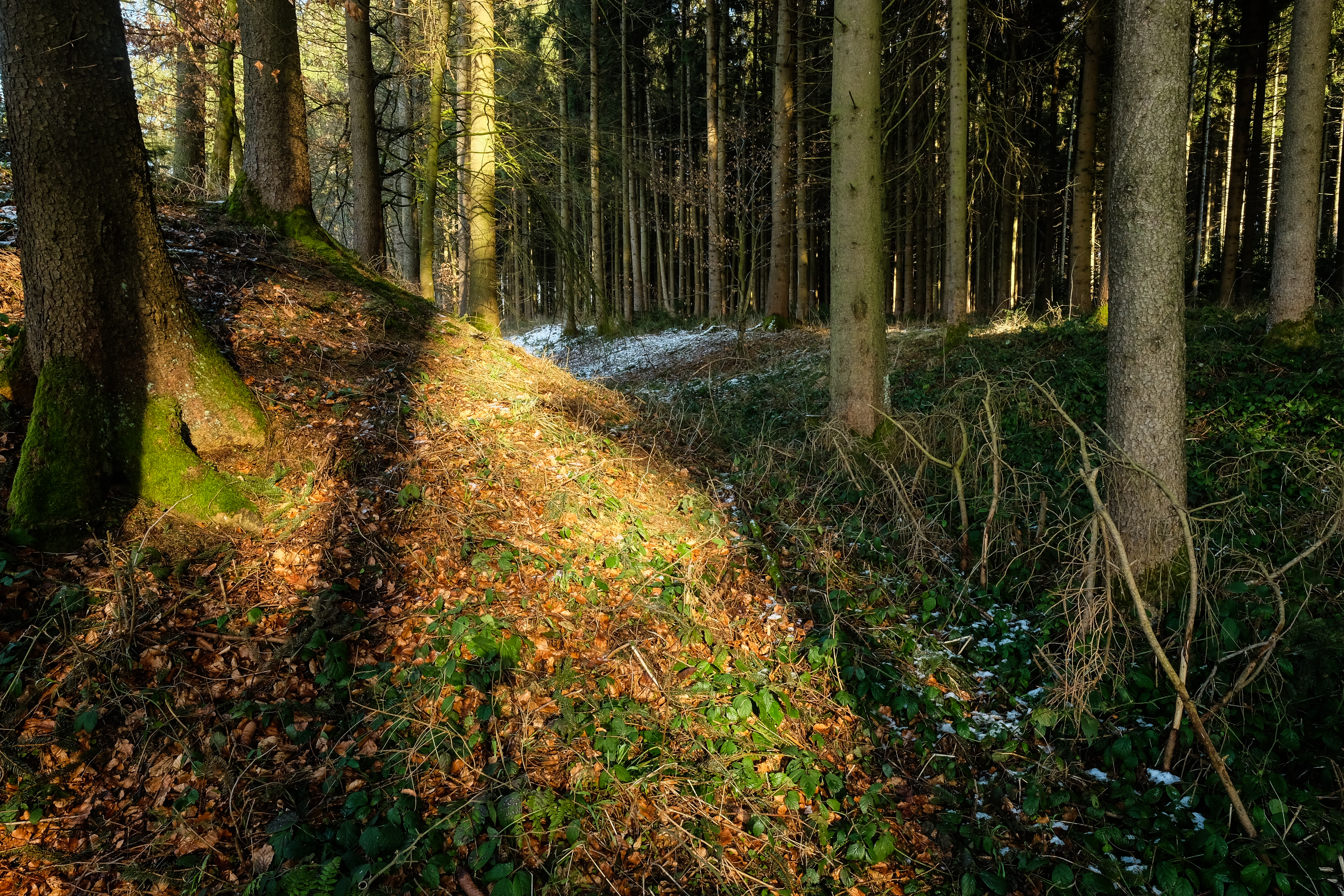
Viereckschanze Bondorf

Bei Untereggatsweiler, gegenüber dem Burgstockhof, befindet sich ein bewaldeter, von einem Graben umgebender Hügel. Hier stand im Mittelalter die Burg der Herren von Brunsberg. Im Jahre 1282 wird ein „her Hiltbrand von Brunsperch ritter“ genannt. 1428 verkaufte Michael Humbis „das Burgstall und den Burghof zu Braunsberg“ an das Kloster Schussenried. Anfang des 19. Jahrhunderts wurden die Außenanlagen eingeebnet.

#### Oberschwäbische Keltenstraße
In einem Waldstück des Ortsteils Bondorf befindet sich eine keltische Viereckschanze. Sie wird in die Latènezeit datiert und ist eine der am besten erhaltenen Anlagen in Oberschwaben. Sie ist die dritte Station (Religion der Kelten) der Oberschwäbischen Keltenstraße, einer 2014 eröffneten Ferienstraße als GPS-Tour zum Thema „Kelten“.

### Regelmäßige Veranstaltungen

#### Bächtlefest
Das seit dem 16. Jahrhundert in Saulgau nachgewiesene Bächtlefest (benannt nach seinem Ursprung in der Kinderfasnet am 2. Januar, dem Bächtelinstag) wird seit dem 19. Jahrhundert im Sommer als Schüler- und Heimatfest gefeiert. Hauptanziehungspunkte des an einem verlängerten Wochenende etwa zwei Wochen vor den Sommerferien gefeierten Festes sind der große Festzug am Montag mit rund 3.000 Teilnehmern, mehrere musikalische und tänzerische Darbietungen, Schülervorführungen beim „Musischen Abend“, Schülerwettbewerbe, ein historischer Bauern- und Handwerkermarkt sowie das Bierzelt, ein Weizenbiergarten und ein Weinzelt.

#### Fasnet

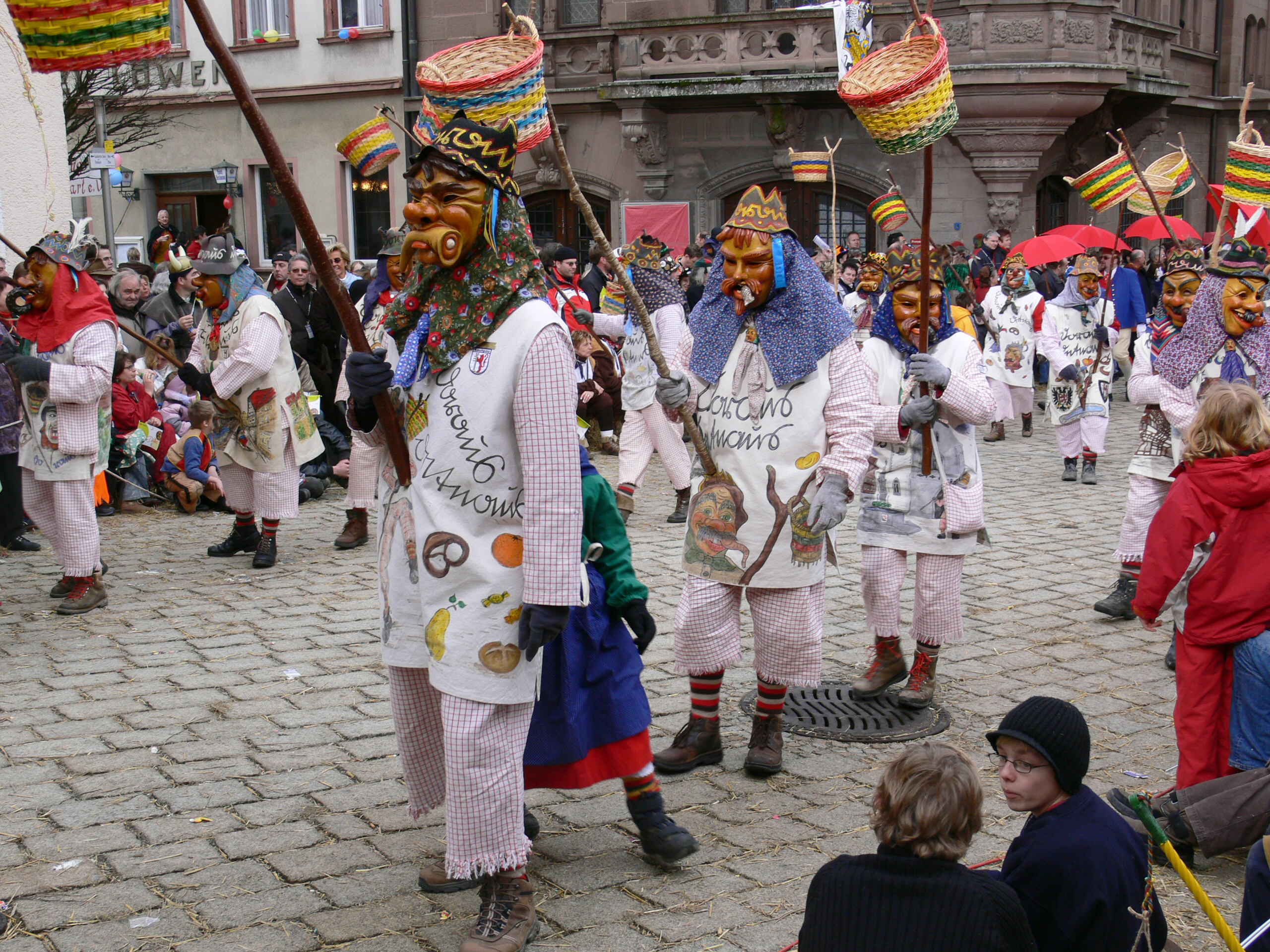
„Dorausschreier“ der Doraus-Zunft bei einem Narrentreffen 2006

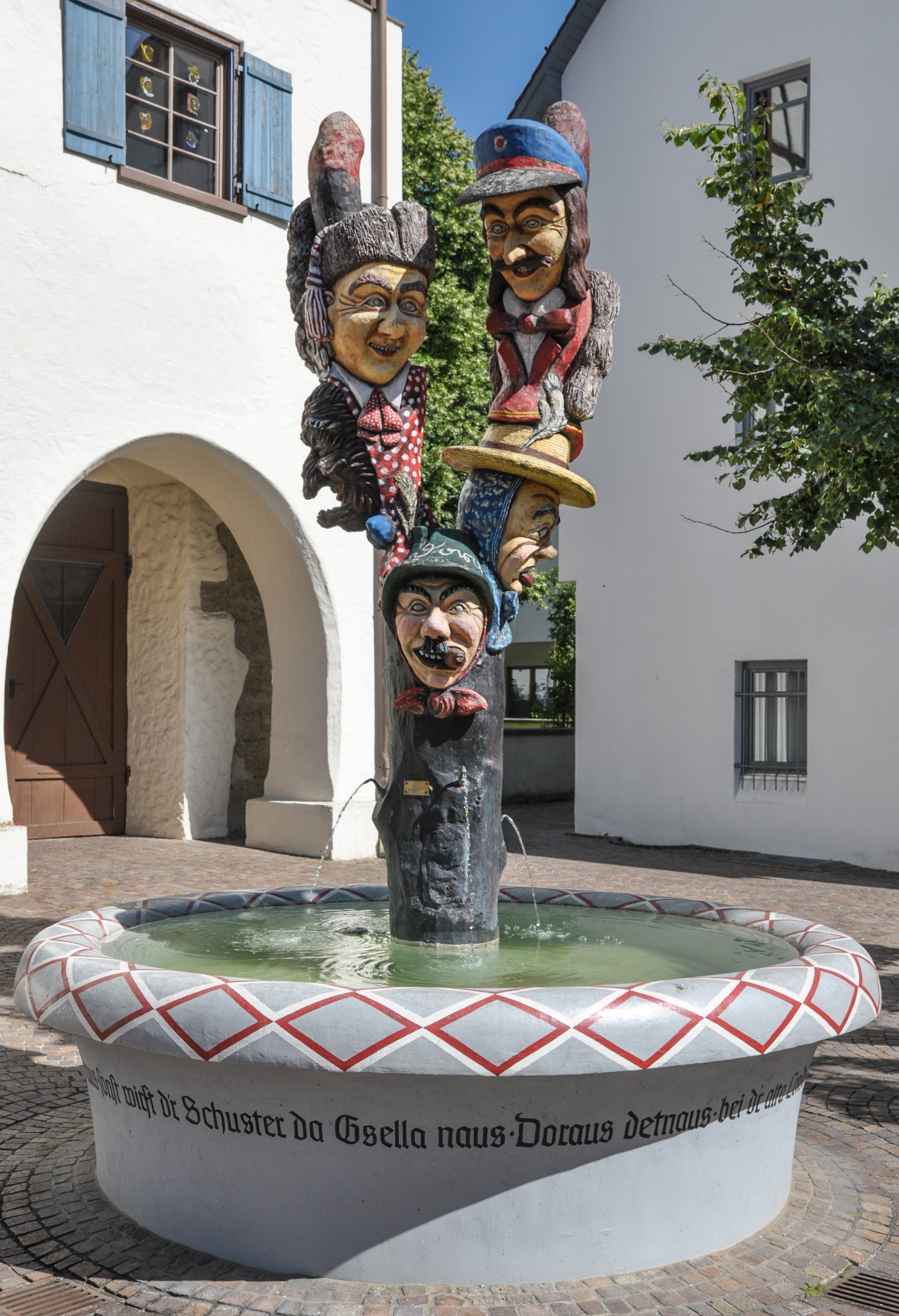
Narrenbrunnen

Bad Saulgau ist auch eine Hochburg der schwäbisch-alemannischen Fasnet. Deren treibende Kraft ist die Dorauszunft Saulgau e. V. 1355 (Mitglied der VSAN), ihr während der Fasnetstage allgegenwärtiger Narrenruf lautet „Doraus, detnaus – bei d'r alta Lenda naus“. Eine Besonderheit der Saulgauer Fasnet ist das „Dorausschreien“, ein nach örtlicher Überlieferung aus dem 13. Jahrhundert stammender Bettelbrauch, mit dem die Stadtbewohner in Notzeiten bei der Landbevölkerung Nahrung erbaten. Die Narrenfigur „Dorausschreier“ bettelt mit einem an einer langen Stange befestigten, bodenlosen Korb nach Gaben. Weitere Narrenfiguren sind die „Riedhutzel“ genannten Hexen, die „Blumennärrle“, die elegant gekleideten Dämonen „Pelzteufel“, die „Spitzmäule“, die dem Bächtlefest-Brauchtum entlehnten „Zennenmacher“ und die in Bad Saulgau als Gruppe auftretenden „Büttel“.
Seit den 1980er Jahren haben sich auch in Saulgau – wie im gesamten Verbreitungsgebiet der Fasnet – zahlreiche weitere Narrenvereine gebildet. In einigen Fällen, wie etwa beim 1993 gegründeten Narrenverein Bolstern mit seiner seit 1910 nachgewiesenen „Zigeunergruppe“, werden ältere Fasnetsbräuche weitergeführt, in den meisten Fällen jedoch neue Figuren und Veranstaltungen mit Bezug auf geschichtliche oder sagenhafte Überlieferungen ersonnen (in Bolstern die „Wagenhart-Teufel“).
Zu diesen neueren Vereinen gehören
- der Narrenverein Zenka-Rälle Moosheim, gegründet 1985, Narrenruf: „Zenka – Rälle“, Figuren: Hexe „Zenka-Räll“ und Waldgeist „Mösle-Schratt“
- der Narrenverein Rote Näh’re Braunenweiler, gegründet 1989, Narrenruf: „Ruit’s de – Näh're“, Figuren: „Rote Näh’re“ und „Hirtenbua“
- der Narrenverein Hochberg, gegründet 1989, Narrenruf: „Hei – Schuck“, Narrenfiguren „Moor-Morchel“ und „Egelsee-Hexe“
- die Feuer-Hexen Saulgau, gegründet 1993, Narrenruf: „Horrido – ’s brennt jo scho“, Narrenfiguren „Feuer-Hexe“ und „Hexenwärter“
- der Freizeit- und Narrenverein Haid-Bogenweiler-Sießen, gegründet 1993, Narrenruf: „Haidrio – siehschd me no“, Figuren „Haidrio“ und „Nachtfrau Lilith“
- die Krähbach-Narren Fulgenstadt, gegründet 1995, Narrenruf: „O Schreck, o Schreck – d’r Kräha-Schreck“, Figuren: „Krähe“ und „Krähenschreck“
- die Narrenzunft Friedberg Burgstallknechte, gegründet 1996, Narrenruf: „Wirf’s – Hai rah“, Narrenfigur: „Burgstallknecht“
- der Brauchtums- und Narrenverein Bierstetten, Narrenruf: „Isch dia Häx it uf’m Fonka, duat se en d’r Fasnet lompa!“

#### Weitere Veranstaltungen
Weitere jährliche Veranstaltungen in Bad Saulgau sind der „Happy Family Day“. Die Veranstaltung wurde im Jahr 2000 erstmals organisiert und ist seitdem zu „Oberschwabens größtem Umwelt-, Gesundheits- und Erlebnistag“ geworden. Des Weiteren gibt es im Frühjahr und im Herbst immer einen großen Flohmarkt mit je ca. 450 Händlern in der Innenstadt und das Weihnachtsdorf im Dezember.
Im Sommer 2012 war Bad Saulgau, nach Wien und Teheran, Austragungsort der Physik Weltmeisterschaft – dem 25. IYPT.

### Sport

#### Fußball
Bad Saulgau hat mehrere Fußballvereine. Die Herrenmannschaft des FV Bad Saulgau 04 spielt in der Bezirksliga, die Frauenmannschaft in der Landesliga 2 (November 2020). Der Bad Saulgauer FC spielt in der Kreisliga B. Ferner gibt es den SC Türkiyemspor Bad Saulgau 1992 e. V. sowie weitere Fußballvereine in den umliegenden Ortschaften wie den FV Fulgenstadt, den SV Bolstern, den SV Renhardsweiler, den SV Braunenweiler und den SV Hochberg.

#### Volleyball
Die Volleyball-Männer des TSV 1848 Bad Saulgau e. V. spielten von 1998 bis 2006 in der ersten und zweiten Bundesliga.

#### Handball
Die Handballabteilung e. V. im TSV 1848 Bad Saulgau e. V. hat ca. 350 Mitglieder.
Die Herren der Handballabteilung e. V. im TSV 1848 Bad Saulgau e. V. spielen in der Saison 2021/22 in der Landesliga Württemberg. In den 1990er Jahren spielte die Mannschaft längere Zeit auch in der Regionalliga (heute: 3. Bundesliga).
In der Saison 2015/16 schaffte die erste Herrenmannschaft das „Double“, den Gewinn des Bezirkspokals und die Meisterschaft in der Landesliga.

#### Tennis
Der 1932 als „Eislauf- und Tennisverein Saulgau e. V.“ gegründete TC Bad Saulgau spielt derzeit in der Verbandsliga. Mit dem ITF Bad Saulgau wird ein internationales Damen-Tennisturnier ausgetragen.

#### Golf
In Bad Saulgau-Wilfertsweiler befindet sich der Golfclub Bad Saulgau e. V. Der Club verfügt über einen 18-Loch-Platz mit einem Wasserhindernis und mehreren Biotopen.

#### Billard
Der Pool Billard Club Bad Saulgau wurde 1991 gegründet. Der mehrfache baden-württembergische Landesmeister Steffen Gross, der bei deutschen Meisterschaften bereits mehrere Medaillen gewann, gehört ebenfalls dem Verein an.

#### Sporthallen
Die Stadt Bad Saulgau verfügt über drei Sporthallen, die auch für den Schulsport genutzt werden:
- Stadthalle – wird nicht nur für Sportveranstaltungen genutzt, sondern auch für Veranstaltungen wie z. B. den musischen Abend des Bächtlefestes
- ABC-Halle – hat einen Kraftraum, betrieben werden Sportarten wie z. B. Judo
- Sporthalle im Kronried – die neueste Halle in Bad Saulgau, in der die Heimspiele der Volleyballabteilung und Handballabteilung stattfinden.

### Kulinarische Spezialitäten
Am Gombiga Donnschtig (Weiberfastnacht) findet jedes Jahr das traditionelle „Sauschwanzessen“ statt. In den Gaststätten werden an diesem Abend gekochte Sauschwänze angeboten, welche mit Brot verspeist werden.

## Wirtschaft und Infrastruktur

### Verkehr

#### Schienen- und Busverkehr
Bad Saulgau liegt an der Bahnstrecke Herbertingen–Isny. Hier verkehrt stündlich eine Regionalbahn zwischen Aulendorf und der Kreisstadt Sigmaringen, die zweistündlich als IRE über Tübingen nach Stuttgart fährt. In Aulendorf bestehen Anschlüsse auf der Südbahn nach Ulm und Ravensburg sowie Friedrichshafen. Mit Umstieg in Aulendorf und Kißlegg kann München in 2,5 h erreicht werden. Der Öffentliche Nahverkehr wird mit Buslinien vom Verkehrsverbund Neckar-Alb-Donau (NALDO) durchgeführt. Innerhalb von Bad Saulgau verkehrt eine Stadtbuslinie.

#### Fernwanderweg
Von Norden nach Süden durchläuft der Schwäbische-Alb-Oberschwaben-Weg als Hauptwanderweg 7 den Ort. Dieser Fernwanderweg führt vom Remstal zum Bodensee und wird vom Schwäbischen Albverein betreut.

#### Radverkehr
Über Alltagsradrouten im Radnetz Baden-Württemberg ist Bad Saulgau über Herbertingen mit Mengen und mit Riedlingen und in der anderen Richtung über Boms und Altshausen mit Weingarten und Ravensburg verbunden.
Der Oberschwaben-Allgäu-Radweg ist eine Rundstrecke über Ulm und Tettnang. Er führt von Bad Schussenried über die Bad Saulgauer Teilorte Renhardsweiler und Steinbronnen nach Bad Saulgau und weiter über den Ortsteil Kleintissen und über Dürnau und Kanzach nach Moosburg am Federsee. 
Bad Saulgau ist Mitglied der Arbeitsgemeinschaft Fahrrad- und Fußverkehrsfreundlicher Kommunen in Baden-Württemberg.

#### Kraftfahrzeugverkehr
Bad Saulgau liegt an der Bundesstraße 32, die lange Zeit mitten durch die Innenstadt führte. Anfang der 2010er-Jahre wurde die östlich an der Stadt vorbeiführende Ortsumgehung gebaut, die im Dezember 2013 für den Verkehr freigegeben wurde. Mit insgesamt fünf Kreisverkehren ist sie mit dem bisherigen Straßennetz verknüpft. Der Bau der Umgehungsstraße führte auch zur Schließung des Bahnübergangs innerhalb des Ortes.

#### Luftverkehr
Nordöstlich von Bad Saulgau befindet sich der Flugplatz Saulgau (EDTU). Der Sonderlandeplatz wird von der Fliegergruppe Bad Saulgau betrieben und kann von Luftfahrzeugen bis maximal 2.000 kg Höchstabfluggewicht benutzt werden.

### Tourismus- und Kurbetrieb
Tourismus und Kurbetrieb sind wichtige Standbeine der Stadt. Nach Angaben des Statistischen Landesamtes stieg die Zahl der in Bad Saulgau verzeichneten Übernachtungen von 228.947 im Jahr 2008 auf 253.051 im Jahr 2009. Großen Anteil an diesem Ergebnis haben einer stadteigenen Statistik zufolge Übernachtungen in Kliniken, die von 168.078 im Jahr 2008 auf 195.141 im Jahr 2009 anstiegen. Von den statistisch erfassten Übernachtungen im Landkreis Sigmaringen insgesamt entfallen 45,4 Prozent auf Bad Saulgau.

### Ansässige Unternehmen
- Claas Saulgau GmbH (früher Bautz); Hersteller von Futtererntemaschinen
- Knoll Maschinenbau, Hersteller von Förder- und Filteranlagen sowie Pumpen
- Platz-Haus GmbH; Hersteller von Fertighäusern, nach der zweiten Insolvenz im Januar 2009 seit März 2009 im Besitz der bayerischen Fuchs&Huber-Gruppe, zu der seit 2006 der Fertighausbauer FischerHaus gehört.[53]
- In Bad Saulgau befindet sich der Hauptsitz sowohl der Raiffeisenbank Bad Saulgau eG (fünf Filialen) als auch der 1869 gegründeten Volksbank Bad Saulgau eG (22 Filialen).[54]

### Gericht, Behörden und Einrichtungen
Das Amtsgericht Bad Saulgau gehört zum Landgerichtsbezirk Ravensburg und zum Oberlandesgerichtsbezirk Stuttgart. Es ist auch zuständig für die Stadt Mengen sowie die Gemeinden Scheer, Herbertingen, Ostrach und Hohentengen.
Die Stadt ist Sitz des katholischen Dekanats Saulgau des Bistums Rottenburg-Stuttgart. Die evangelische Kirchengemeinde gehört zum Kirchenbezirk Biberach und umfasst Teile der Gemeinden Bad Saulgau und Herbertingen sowie, im Landkreis Ravensburg, Ebersbach-Musbach.

### Gesundheitswesen
Das Kreiskrankenhaus Bad Saulgau war ein Krankenhaus der Grundversorgung. Es gehörte zu den Kliniken Landkreis Sigmaringen und wurde 2022 geschlossen. Die Klinik am schönen Moos ist eine Klinik für Psychosomatische Medizin, Psychiatrie und Psychotherapie. Die 
Rehabilitationsklinik Saulgau ist eine Fachklinik für Orthopädie und Unfallchirurgie und gehört zu den Waldburg-Zeil Kliniken.

### Bildung
- Berta-Hummel-Schule, Grundschule mit Grundschulförderklasse
- Walter Knoll-Schulverbund
  - Realschule
  - Werkrealschule (früher Brechenmacher-Schule), Grund- und Hauptschule mit Werkrealschule
- Erich-Kästner-Schule, Förderschule
- Störck-Gymnasium
- Aicher-Scholl-Schule in Bad Saulgau, früher Renhardsweiler, Sonderpädagogisches Bildungs- und Beratungszentrum mit dem Schwerpunkt „Geistige Entwicklung“
- Berufsschulzentrum
  - Gewerbliche Schule mit Technischem Gymnasium und einjähriger Fachhochschulreife
  - Kaufmännische und sozialpflegerische Schule mit Wirtschaftsgymnasium und Berufsoberschule für Soziales
- Die Japanische Schule Toin Gakuen, einzige japanische Internatsschule in Deutschland, wurde Anfang der 1990er Jahre gegründet und bestand bis 2012.[55]
- Jugendkunstschule
- Jugendmusikschule
- Schülerforschungszentrum Südwürttemberg zur Förderung naturwissenschaftlich interessierter und begabter Schüler

## Persönlichkeiten

### Ehrenbürger
- Georg Conrad Caspar Neidlein (1816–1874), Stadtschultheiß
- Andreas Johann Mack (1825–1899), Oberamtsrichter und Landgerichtsrat
- Adolf Walter (1829–1870), Landtagsabgeordneter für das Oberamt Saulgau (Ehrenbürgerwürde verliehen 1869)[56]
- Joseph Müller (1845–1924), Oberkirchenrat Monsignore, Stadtpfarrer und Dekan
- Josef Bautz (1874–1909), Fabrikant von Erntemaschinen, Gründer der Josef Bautz AG
- Josef Karlmann Brechenmacher (1877–1960), Oberstudiendirektor, Professor, Ehrensenator der Universität Tübingen und der Verfasser eines Standardwerks zur Etymologie deutscher Familiennamen (Ehrenbürgerwürde verliehen 1950)[57]
- Karl Gelder (1895–1986), Volksschulrektor, Gemeinderat, stellv. Landrat
- Walter Knoll (1928–2012), Unternehmer (Ehrenbürgerwürde verliehen 2003)[58]
- Günter Strigl (1934–2023), Bürgermeister[59]

### Söhne und Töchter der Stadt
- Anna Persauter (1624–1672), Opfer der Hexenverfolgungen in Saulgau
- Maria Eichel, Tochter des Michael, jüngstes Opfer der Hexenverfolgung in Saulgau, war bei ihrer Hinrichtung am 16. März 1674 erst 15 Jahre alt
- Johann Caspar Coler, Barockmaler
- Johann Heinrich Hörmann (1694–1763), Komponist und Hofkapellmeister in Innsbruck
- Johann Georg Mesmer (1715–1798), Kirchenmaler, geboren im Stadtteil Wolfartsweiler
- Anton Freiherr von Störck (1731–1803), Leiter der medizinischen Fakultät in Wien, Leibarzt der österreichischen Erzherzogin Maria Theresia
- Joseph Rehmann (1779–1831), Arzt in russischen Diensten
- Michael von Jung (1781–1858), Priester und Dichter
- Adolf Grüzmann (1808–1886), württembergischer Oberamtmann
- Alphons Martini (1829–1880), Mediziner
- Josef Stärk (1853–1935), Bildhauer und Unternehmer
- Franz Schmid (1868–1934), Bibliothekar
- Alfred Renz (1877–1930), Maler und Grafiker
- Camill Hepp (1880–1939), Politiker (Zentrum)
- Athanasius Miller (1881–1963), Benediktiner, Alttestamentler, geboren in Wolfartsweiler
- Philipp Hofmeister (1888–1969), Benediktiner, Kirchenrechtler
- Franz Hammer (1898–1969), Mathematiker, Bibliothekar und Wissenschaftshistoriker
- Willi Burth (1904–2001), Kinobesitzer und Erfinder eines Teller-Filmspulsystems, Gewinner des Oscar für Wissenschaft und Technik
- Joseph Ruf (1905–1940), Kriegsdienstverweigerer, Opfer des NS-Regimes, geboren in Hochberg
- Kurt Seidel (1921–2001), Historiker
- Anton Lutz (1921–2004), Politiker (CDU), geboren in Moosheim
- Georg Kieferle (1929–2021), Architekt und Honorarkonsul von Chile in Deutschland, geboren in Steinbronnen
- Karl Eugen Becker (1932–2024), Ingenieur und Manager, VDI-Präsident von 1983 bis 1988
- Winfried Engler (1935–2018), Romanist
- Erich Renz (* 1937), Missionar
- Hartwig Altenmüller (* 1938), Ägyptologe
- Hans-Helmut Dieterich (* 1945), Jurist, Verwaltungsbeamter und Kommunalpolitiker
- Erwin Michelberger (* 1950), Filmregisseur („Blumen lieben oben“, Berlinale 2000)
- Manfred Renz (* 1952), Politiker (Bündnis 90/Die Grünen), Landtagsabgeordneter von 1992 bis 1996
- Wolfgang Merkle (* 1954), Mediziner
- Gerhard Langenfeld (* 1955), Maler
- Franz Michelberger (* 1955), Fußballspieler
- Swantje Köbsell (* 1958), Wissenschaftlerin und Aktivistin der deutschsprachigen Behindertenbewegung
- Margareta Gruber (* 1961), römisch-katholische Theologin
- Gerold Rechle (1964–2021), Oberbürgermeister von Laupheim
- Günther-Martin Pauli (* 1965), Politiker (CDU), seit 2007 Landrat des Zollernalbkreises, Mitglied des Landtages von Baden-Württemberg von 2001 bis 2016
- Evelin König (* 1966), Journalistin, SWR-Moderatorin
- Michael Bulander (* 1971), Oberbürgermeister von Mössingen
- Wilfried Eisele (* 1971), katholischer Theologe
- Stephan Neher (* 1973), Politiker (CDU), Oberbürgermeister von Rottenburg am Neckar
- Manuela Röck (* 1973), Sängerin, Musicaldarstellerin, Komponistin und Musikpädagogin
- Jan Röck (* 1976), Pianist und Komponist
- Martin Rosemann (* 1976), Politiker (SPD), Bundestagsabgeordneter
- Stefan Buck (* 1980), Fußballspieler
- Benedikt Groß (* 1980), Designer und Hochschullehrer
- Fabian Gerster (* 1986), Fußballspieler
- Tatjana Maria geb. Malek (* 1987), Tennisspielerin
- Isabelle Feldwehr-Härle (* 1988), Schwimmerin, mehrfache deutsche Meisterin, Welt- und Europameisterin
- Christian Sauter (* 1988), Fußballspieler
- Umut Camkiran (* 1989), türkischer Profiboxer in der Gewichtsklasse Schwergewicht
- Julia Kabus (* 1991), Schwimmerin, Teilnehmerin an den Sommer-Paralympics 2008 in Peking
- Armend Kabashi (* 1995), finnischer Fußballspieler

### Persönlichkeiten, die am Ort gewirkt haben
- Benedikt Alois Pflanz (1797–1844), Geistlicher, Theologe, Gymnasiallehrer und Politiker, Pfarrer von Moosheim
- Johann Baptist Hafen (1807–1870), Geistlicher und Schriftsteller, Lehrer und Kaplan in Saulgau
- Hans Eisele (1876–1957), Journalist, Diplomat und Schriftsteller
- Maria Ferschl (1895–1982), Schriftstellerin und Kirchenlieddichtern, lebte ab 1962 in Saulgau
- Maria Innocentia Hummel (1909–1946), Ordensschwester, geboren in Massing/Niederbayern, lebte ab 1931 im Kloster Sießen, ihre Kinderbilder sind die Vorlage für Hummel-Figuren (Dauerausstellung ihrer Werke im Kloster Sießen)
- Schwester Oberin Severa, geb. Philomena Frank (* 1914), seit 1982 Trägerin der Verdienstmedaille des Landes Baden-Württemberg
- Wolfgang Schneiderhan (* 1946), ehemaliger Generalinspekteur der Bundeswehr (2002–2009), wuchs in Saulgau auf
- Waltraud Marschall (* 1946), Musiklehrerin an der Jugendmusikschule Bad Saulgau und Leiterin der Mädchenkantorei Bad Saulgau, seit 2012 Trägerin des Bundesverdienstkreuzes
- Michael Boenke (* 1958), Autor, Lehrer am Berufsschulzentrum in Bad Saulgau
- Daniel Unger (* 1978), Triathlon-Weltmeister 2007, lebt im Ortsteil Braunenweiler
- Mario Gómez (* 1985), Fußball-Nationalspieler, ehemaliger Spieler des FV Bad Saulgau
- Sergej Motz (1987–2009), Bürger von Bad Saulgau, erster im Gefecht gefallener deutscher Soldat seit dem Zweiten Weltkrieg (in Afghanistan)